# 음식 금기
음식 금기에 관한 내용이다.
일부 사람들은 다양한 종교, 문화, 법 또는 기타 사회적 금기에 따라 여러 특정 음식과 음료를 먹지 않는다. 이러한 금기 중 다수는 금기를 구성한다. 많은 음식 금기 및 기타 금기는 특정 동물의 고기를 금지하는데, 여기에는 포유류(예: 설치류), 파충류, 양서류, 물고기, 연체동물, 갑각류 및 곤충이 포함되며, 이는 식물성 식품보다 고기와 더 자주 연관되는 혐오 반응과 관련될 수 있다. 일부 금기는 동물의 특정 부위나 배설물에 국한되는 반면, 다른 금기는 식물이나 균계의 섭취를 포기한다.
일부 음식 금기는 어떤 음식이나 음식의 조합을 먹어서는 안 되며 동물을 어떻게 도축하거나 준비해야 하는지에 대한 종교법 등에 의해 성문화된 규칙으로 정의될 수 있다. 이러한 금기의 기원은 다양하다. 어떤 경우에는 건강상의 고려 사항이나 기타 실용적인 이유의 결과로 여겨지기도 한다. 다른 경우에는 인간의 상징 체계와 관련된다.
일부 음식은 특정 종교 기간(예: 사순절), 특정 생애 단계(예: 임신), 또는 특정 계층의 사람들(예: 사제)에게는 금지될 수 있으며, 비록 해당 음식이 다른 경우에는 허용될지라도 그러하다. 비교적 볼 때, 한 집단에게 부적합하다고 선언된 것이 같은 문화 내 또는 다른 문화 간에 다른 집단에게는 완벽하게 받아들여질 수 있다. 음식 금기는 일반적으로 영적으로나 육체적으로 인간을 해악으로부터 보호하기 위한 것으로 보이지만, 문화 내에서 그 존재에 대해 수많은 다른 이유가 제시된다. 종교적이거나 영적인 기원으로 보이는 일부를 포함하여 많은 금기에서 생태적 또는 의학적 배경이 분명하다. 음식 금기는 자원을 활용하는 데 도움이 될 수 있지만, 공동체의 일부에만 적용될 경우 음식 금기는 면제된 사람들에 의한 식량 품목의 독점을 초래할 수도 있다. 특정 집단이나 부족이 자신들의 방식의 일부로 인정하는 음식 금기는 집단의 결속을 돕고, 해당 집단이 다른 집단 앞에서 두드러지게 서고 정체성을 유지하는 데 도움을 주며, 따라서 "소속감"을 형성한다.

## 원인

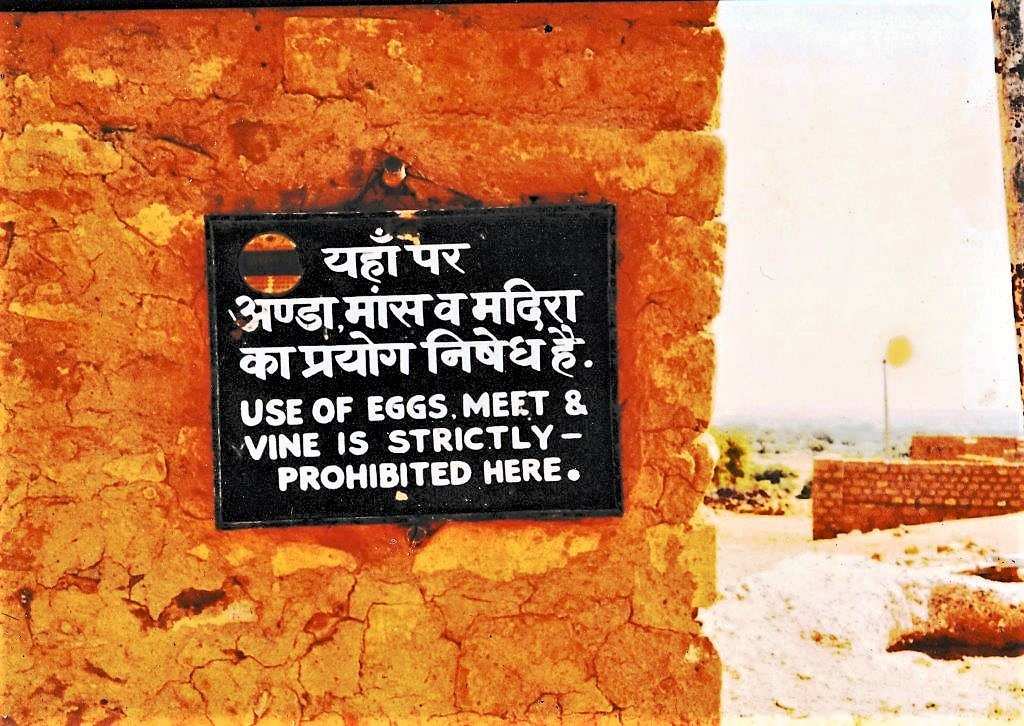
"달걀, 고기, 포도주 사용은 이곳에서 엄격히 금지됩니다." 자이살메르, 라자스탄주, 인도. 1993

다양한 종교는 특정 유형의 음식 섭취를 금지한다. 예를 들어, 유대교는 무엇을 먹고 무엇을 먹지 말아야 하는지에 대한 엄격한 규칙 집합인 카슈루트를 규정하며, 특히 고기와 유제품의 혼합을 금지한다. 이슬람은 이와 유사한 법률을 가지고 있으며, 음식을 하람(금지된)과 할랄(허용된)로 나눈다. 자이나교도들은 종교적 지침에 따라 채식주의를 지키는 경우가 많다. 일부 힌두인은 쇠고기를 먹지 않으며, 일부 힌두인, 특히 상위 카스트 출신은 채식주의를 이상적으로 여기고 다양한 형태의 채식주의를 실천한다. 어떤 경우에는 음식 자체보다는 준비 과정이 검토 대상이 된다. 예를 들어, 중세 초기 기독교에서는 특정 날것의 음식은 의심스러운 상태였다. 베다 베네라빌리스에게 귀속된 고해성사는 날것의 음식을 먹은 사람들에게 (약한) 고해를 규정했고, 보니파시오 성인은 교황 자카리아에게 (보니파시오 서신 87호에 보존된 편지에서) 베이컨이 섭취에 적절하도록 얼마나 오래 절여야 하는지 물었다. 카푸 시스템은 1819년까지 하와이주에서 사용되었다.
공식적인 규칙 외에도 일부 동물 섭취에 대한 문화적 금기가 있다. 주어진 사회 내에서 일부 고기는 일반적으로 받아들여지는 식량 정의 범주 밖에 있는 것으로 간주되어 섭취하지 않는다. 새로운 고기, 즉 개인이나 문화에 익숙하지 않은 동물 유래 식품은 일반적으로 혐오 반응을 유발하며, 이는 문화적 금기로 표현될 수 있다. 예를 들어, 개고기는 한국, 베트남, 중화인민공화국에서 특정 상황에서 섭취되지만, 거의 모든 서구 국가에서는 음식으로 부적절하게 간주된다. 마찬가지로, 말고기는 영어권에서는 거의 섭취되지 않지만, 카자흐스탄, 일본, 이탈리아, 프랑스와 같이 널리 퍼져 있는 국가에서는 국민 요리의 일부이다.
때로는 음식 금기가 국가 또는 지방 법률로 들어서기도 하는데, 인도 대부분 지역에서의 소 도축장 금지, 그리고 미국에서의 말 도축 금지처럼 그러하다. 중화인민공화국으로 반환된 후에도 영국령 홍콩 시기에 제정된 개와 고양이 고기 공급 금지는 홍콩에서 해제되지 않았다.
환경주의, 윤리적 소비주의 및 기타 활동주의 운동은 새로운 금기 및 식생활 지침을 낳고 있다. 문화적 음식 금기에 비교적 최근 추가된 것은 멸종위기종 또는 법률이나 국제 조약에 의해 보호받는 동물의 고기와 알이다. 이러한 보호종의 예로는 일부 고래 종, 바다거북상과 및 철새가 포함된다. 마찬가지로, 지속 가능한 해산물 자문 목록 및 인증은 지속 불가능한 어업 방식 때문에 특정 해산물 섭취를 지양한다. 유기농 인증은 식품 생산 중 특정 화학 합성 화학 물질 투입, 또는 유전자 변형 생물, 방사선 조사, 그리고 하수 슬러지 사용을 금지한다. 공정 무역 운동 및 인증은 착취적인 노동 환경에서 생산된 음식 및 기타 상품의 섭취를 지양한다. 금기를 생성하는 다른 사회 운동에는 로컬 푸드 및 100마일 다이어트가 포함되며, 이 둘 모두 비지역적으로 생산된 음식의 금식을 장려하고, 비거니즘은 추종자들이 어떤 종류의 동물성 제품도 사용하거나 섭취하지 않으려 노력한다.

## 금지된 음식

### 양서류

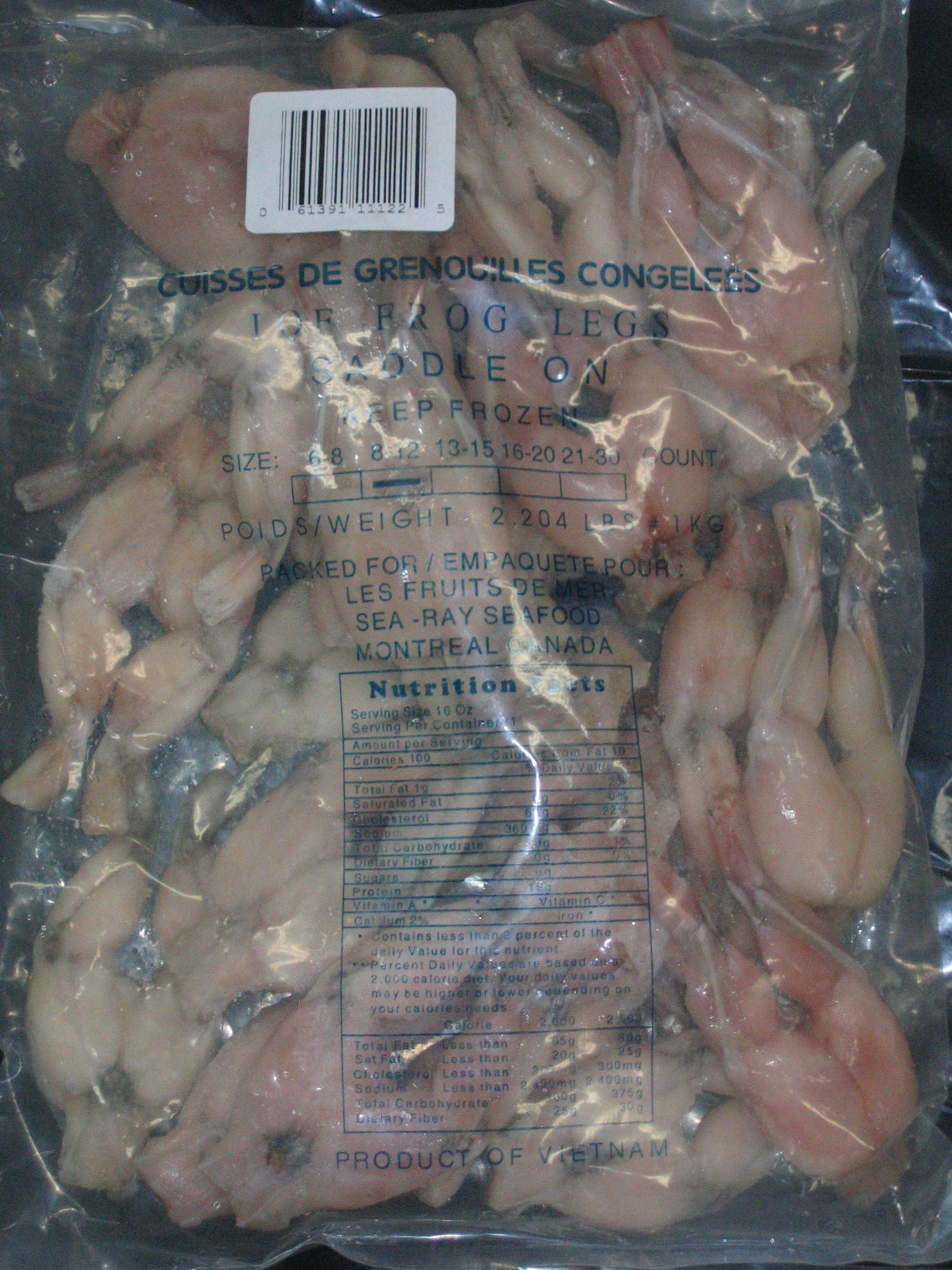
베트남산 개구리 다리 한 봉지.

유대교는 개구리목과 같은 양서류의 섭취를 엄격히 금지한다. 이 제한은 레위기 11:29-30과 42-43에 묘사되어 있다. 양서류 및 기타 금지된 동물에서 파생된 화학 제품도 피해야 한다.
다른 문화권에서는 개구리 다리와 같은 음식이 진미로 귀하게 여겨지며, 어떤 경우에는 상업적으로 사육되기도 한다. 그러나 남획으로 인해 개구리가 멸종 위기에 처할 수 있다는 환경적 우려로 인해 프랑스와 같은 국가에서는 음식에서의 사용을 제한하기 위한 법적 조치를 취하게 되었다. 프랑스 농업부는 1976년부터 토종 개구리 종을 보호하기 위한 조치를 취하기 시작했으며, 이후에도 계속해서 노력하고 있다. 이 동물들의 대규모 상업적 포획은 1980년에 금지되었지만, 많은 지역에서 국제 수입과 개인적인 사냥 및 요리는 여전히 합법이다.

### 박쥐
유대교에서 신명기 법전과 제사장 법전은 박쥐를 명시적으로 금지한다. 박쥐 고기는 모든 육식성 육상 동물과 마찬가지로 이슬람에서 하람(금지)이다.

### 새
토라(레위기 11:13)는 수리류, 독수리류, 물수리를 먹지 말라고 명시적으로 규정한다. 현재 일부 지역에서 흔히 고기로 사육되는 타조속은 레위기 11:16의 일부 해석에서 음식으로 명시적으로 금지된다. 랍비들은 종종 맹금류와 자연 청소 동물을 명시적으로 금지하는 전통이 다른 조류 종과 구별을 만든다고 추론했다. 따라서 닭, 오리, 거위, 칠면조를 먹는 것이 허용된다.
이와 대조적으로 이슬람 식생활 규정은 타조 섭취를 허용하는 반면, 발톱으로 사냥하는 맹금류는 유대교에서와 마찬가지로 금지된다.
독수리나 떼까마귀와 같은 청소 동물과 시체 먹이는 질병을 옮기는 더러운 존재로 인식되어 많은 문화권에서 음식으로 피한다. 예외는 떼까마귀인데, 이는 예로부터 시골 요리로 인정되었으며, 최근에는 스코틀랜드 식당에서 런던에서도 제공되었다. 오늘날 서양 문화에서는 대부분의 사람들이 명금류를 음식보다는 뒷마당의 야생 동물로 여긴다.
발룻은 껍질째 삶아 먹는 새의 발육 중인 배아(보통 오리 또는 닭)이다. 쿠란의 일부는 동물이 제대로 도축되지 않았다면 동물성 제품을 먹어서는 안 된다는 법을 이해하고 존중해야 한다고 포함하며, 그 동물 또는 동물성 제품을 "마이타"로 만든다. 발룻은 부분적으로 발육된 배아를 포함하는 알이기 때문에, 무슬림은 이것이 "하람" 또는 "금지된" 것이라고 믿는다.
회색머리멧새는 프랑스 미식가들 사이에서 최근의 금기 음식이 되었다. 작은 새들은 산 채로 잡혀 강제로 먹이를 먹고 아르마냐크에 익사시킨 다음, "뼈째 통째로 구워 먹고, 식사하는 사람은 귀중한 향을 보존하기 위해, 그리고 어떤 사람들은 신에게서 숨기기 위해 리넨 냅킨으로 머리를 덮었다."

### 낙타

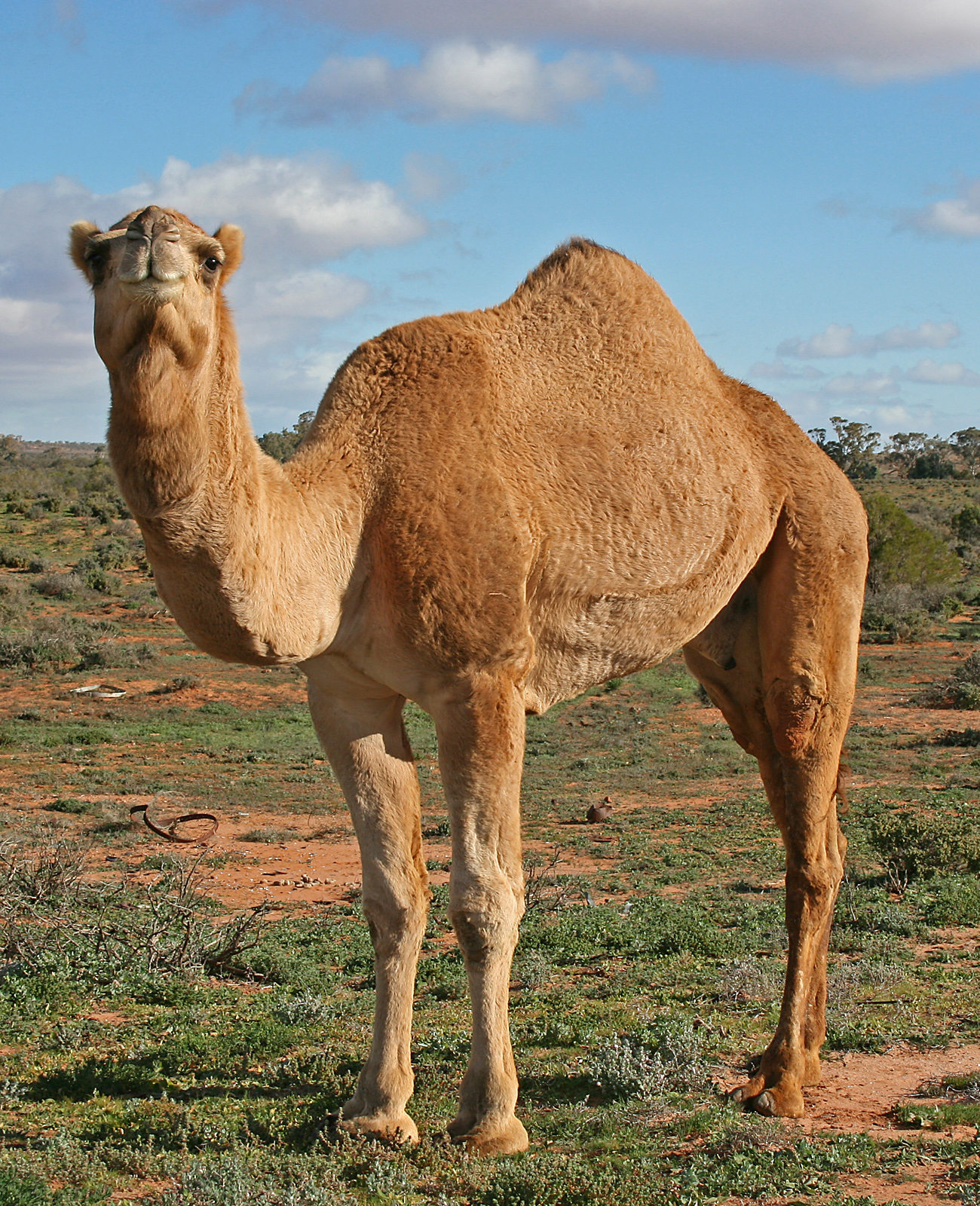
단봉낙타

낙타를 먹는 것은 신명기 14:7과 레위기 11:4에서 토라에 의해 엄격히 금지된다. 토라는 낙타가 비록 소, 양, 염소, 사슴, 영양, 기린(모두 코셔 동물)처럼 새김질하거나 되새김질하더라도 굽이 갈라지지 않았기 때문에 불결하다고 간주한다. 이 동물들과 마찬가지로 낙타(및 라마)는 여러 개의 위를 가진 반추류이다. 낙타는 짝수 발가락 유제류로, 발이 둘로 갈라져 있다. 그러나 낙타의 발은 단단한 발굽이 아니라 부드러운 패드를 형성한다.
이슬람교에서는 낙타를 먹는 것이 허용되며, 실제로 사우디아라비아와 아라비아반도의 이슬람 중심지에서는 전통적인 음식이다.

### 소
소는 인도와 같은 나라에서 숭배의 대상으로서 전통적인 위치를 차지한다. 일부 힌두교도, 특히 브라만은 채식주의자이며 고기 섭취를 엄격히 삼간다. 고기를 먹는 모든 사람들은 쇠고기 섭취를 삼간다. 왜냐하면 소는 힌두교에서 신성한 위치를 차지하기 때문이다. 예를 들어, 전통에 따르면 여신 카마데누는 소원 성취를 해주는 신성한 소로 나타나며, 이러한 이야기는 여러 세대에 걸쳐 반복된다.
소 도살과 대조적으로, 우유, 요구르트, 특히 기 (음식)(버터의 일종)와 같은 유제품 섭취는 인도에서 매우 흔하다. 소 관련 제품은 힌두교에서 중요한 역할을 하며, 특히 우유는 매우 숭상되어 종종 신성한 의식에 사용된다.
수소는 초기에는 농업 동력과 운송의 주요 원천이었고, 인도가 농업 생활 방식을 채택하면서 소는 매우 유용한 동물로 입증되었다. 이러한 필요성에서 비롯된 존경심은 소를 식용으로 죽이는 것을 삼가게 했다. 예를 들어, 기근에 시달리는 마을이 수소를 죽여 먹으면 다음 파종기에 쟁기와 수레를 끌 수 없게 될 것이다. 그러나 이러한 추측을 뒷받침할 증거는 거의 발견되지 않았다. 기근을 겪는 지역은 다음 계절까지 생존하기 위해 소를 소비하는 방편을 강구할 수 있다.
인도 법에 따르면, 암소 도살은 케랄라주, 서벵골주 및 북동부 7개 주를 제외한 거의 모든 인도 주에서 금지되어 있다. 소 도살 또는 불법 운송에 관련된 사람은 많은 주에서 투옥될 수 있다. 소 도살은 많은 힌두교도에게 극도로 자극적인 문제이다.
일부 중국 불교도는 쇠고기 섭취를 지양하지만, 금기로 여겨지지는 않는다. 그러나 싱할라 불교도에게는 소가 많은 싱할라인에게 우유와 노동을 제공하여 생계를 유지하게 하는 동물로 간주되므로, 소를 죽이는 것은 금기이며 배은망덕한 행위로 여겨진다.
버마 불교도들도 소를 인간과 함께 밭에서 일하는 동물로 여기기 때문에 쇠고기 섭취를 금기시한다. 그러나 만달레나 양곤과 같은 도시에서는 엄격히 금기로 간주되지 않는다.
자와섬의 쿠두스 마을에서는 대부분의 사람들이 무슬림임에도 불구하고 힌두교도들의 감정을 상하게 하지 않기 위해 쇠고기 섭취가 금기이다.
유대교에서는 쇠고기와 유제품 섭취 모두 허용되지만, 유제품과 어떤 종류의 고기도 섞는 것은 완전히 금지된다.

### 유제품
고기와 함께 유제품을 섭취하는 것은 율법 유대교에서 신명기 14:21에 근거하여 코셔가 아닌 것으로 금지된다: "어린 염소 새끼를 그 어미의 젖으로 삶지 말라." 그러나 카라임 유대교는 이 계명을 더 문자적으로 해석하여 고기를 우유에 요리할 수 없지만, 유제품은 고기와 함께 제공될 수 있다고 본다.

### 껌
싱가포르에서는 1992년부터 껌 판매가 금지되어 있다. 현재 싱가포르에서 껌을 씹는 것은 불법이 아니며, 특정 예외를 제외하고는 수입 및 판매만 불법이다. 2004년부터는 치료용, 치과용, 니코틴 껌에 대한 예외가 존재하며, 이는 의사 또는 등록 약사로부터 구매할 수 있다.

### 갑각류 및 기타 해산물

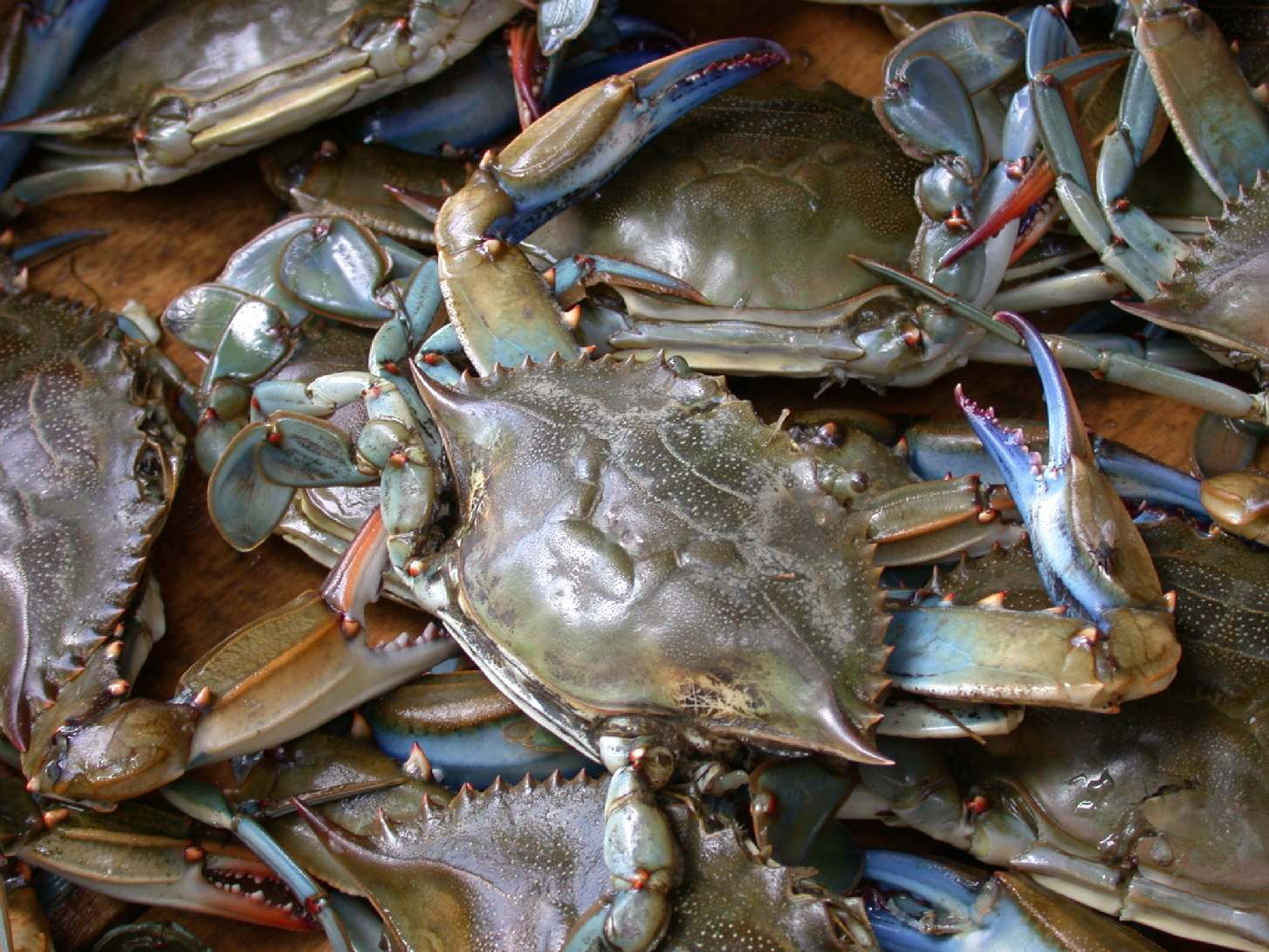
피레아스 시장에서 판매되는 블루 크랩, 칼리넥테스 사피두스

갑각류, 바닷가재, 새우 또는 가재와 같은 거의 모든 유형의 비물고기성 해산물은 물에 살지만 지느러미와 비늘이 모두 없기 때문에 유대교에서 금지된다.
일반적으로 수니파 이슬람의 4대 마드하브 중 하나인 하나피파를 제외하고는 모든 해산물이 허용된다. 대부분의 시아파 이슬람이 따르는 자파리 피끄흐 학파는 비늘이 없는 비어류성 해산물을 새우를 제외하고 금지한다.

### 벌꿀
벌꿀은 꿀벌이 되새김질하여 만든 농축된 꽃꿀과 감로 (분비물)이다. 꿀벌은 코셔가 아니더라도 벌꿀은 코셔로 간주되는데, 이는 불결한 동물의 산물도 불결하다는 일반적인 규칙에 대한 명백한 예외이다. 이 주제는 탈무드에서 다루어지며, 벌꿀이 원래 꿀벌이 만든 것이 아니라 꽃이 만든 것이며, 꿀벌은 액체를 저장하고 탈수하여 꿀로 만든다는 근거로 허용된다고 설명된다. 이는 꿀벌이 직접 생산하는 로열젤리와는 다르며, 로열젤리는 코셔가 아닌 것으로 간주된다.
일부 비건들은 다른 동물성 제품처럼 벌꿀을 피한다.

### 곤충
유대교와 사마리아교에서는 특정 로커스트 (메뚜기)가 카셰르 음식일 수 있었다(레위기 11:22). 그렇지 않으면 곤충은 코셔가 아닌 것으로 간주된다. 카슈루트는 또한 수행자들이 다른 음식을 곤충이 있는지 신중하게 확인하도록 요구한다.
이슬람교에서는 대부분의 곤충 섭취가 금지되지만, 메뚜기는 합법적인 음식으로 간주되며 의례적인 도축이 필요하지 않다.

### 개

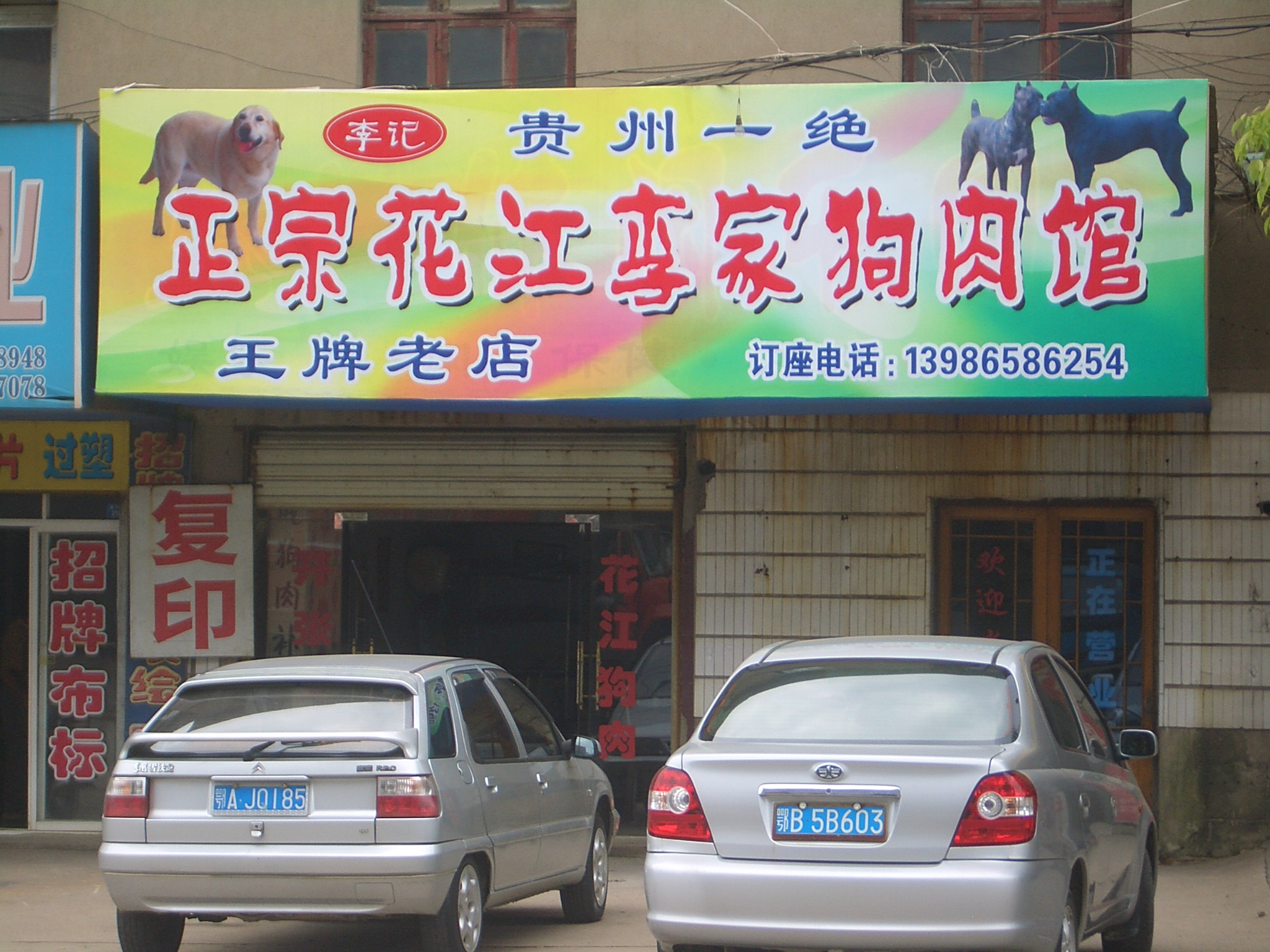
후베이성, 중화인민공화국에서 "구이저우성 특산품"으로 광고되는 개고기.

서구 국가에서는 개고기 섭취가 일반적으로 금기로 여겨지지만, 과거에는 기아의 위협 속에서 그 금기가 깨진 적이 있다. 개고기는 프리드리히 2세 (프로이센) 시대부터 최소한 모든 주요 독일 위기에서 섭취되었으며, 일반적으로 "봉쇄 양고기"라고 불렸다. 20세기 초, 독일에서 개고기 섭취는 흔했다. 미국으로 이주한 독일 이민자들이 판매하는 프랑크푸르트 소시지의 출처에 대한 의혹은 '핫도그'라는 용어의 탄생으로 이어졌다. 1937년, 돼지, 개, 멧돼지, 여우, 오소리 및 기타 육식 동물을 대상으로 하는 선모충속 검사법이 도입되었다. 개고기는 1986년부터 독일에서 금지되었다. 2009년에는 폴란드 쳉스토호바 근처 농장에서 개를 길러 라드로 만들고 있었다는 사실이 밝혀져 스캔들이 터졌다.
스위스에서는 2012년 더 로컬 기사에서 국내에서 개의 섭취가 계속되고 있다고 보도했다. 아펜첼과 장크트갈렌의 독일어권 주 농부들이 이 동물들을 개인적으로 도살하는 것으로 알려졌다는 추측이 제기되었다.
고대 힌두교 경전(마누스므리티 및 수쉬루타 삼히타와 같은 의학서 참조)에 따르면 개고기는 가능한 한 가장 불결한(그리고 오히려 독성이 있는) 음식으로 간주되었다. 개고기는 유대교 및 이슬람 식생활법에서도 불결한 것으로 간주된다. 따라서 개고기 섭취는 이 두 종교 전통 모두에서 금지되어 있다.
아일랜드 신화에서는 얼스터 대계의 위대한 영웅 쿠 훌린이 어떻게 선택의 딜레마에 직면했는지 전해진다. 그의 이름은 쿨란의 사냥개를 의미하는데, 그는 개고기를 먹는 것에 대한 그의 금기를 깨뜨리거나 환대를 거절해야 했다. 쿠 훌린은 고기를 먹는 것을 선택했고, 이는 결국 그의 죽음으로 이어졌다.
멕시코의 선콜럼버스 시대에는 털 없는 개 품종인 숄로이츠퀸틀이 흔히 먹혔다. 식민화 이후 이러한 관습은 중단되었다.
동아시아에서는 중화인민공화국, 베트남, 북한과 남한을 제외한 대부분의 국가에서 이슬람 또는 불교적 가치 또는 대만의 동물 권리 때문에 개고기를 거의 소비하지 않는다. 만주족은 개고기 섭취를 금지하는데, 이는 때때로 만주족의 이웃 동북아시아 민족들이 소비하기도 한다. 만주족은 또한 개털로 만든 모자를 착용하는 것을 피한다. 만주족 외에도 중국 몽골족, 먀오족, 중국 무슬림, 티베트인, 야오족 및 이족은 개고기에 대한 금기를 가지고 있다. 인도네시아에서는 이슬람 인구가 대다수이므로 개고기 섭취가 금지되어 있지만, 전통적으로 개고기를 섭취해 온 기독교 바탁족과 미나하산족은 예외이다.
뉴기니 고원의 우랍민족은 일부 이웃 부족과 달리 개를 죽이거나 먹지 않으며, 개가 음식에 숨을 쉬게 하지도 않는다.

### 곰
곰은 유대교에서 카셰르 동물로 간주되지 않는다. 곰 고기는 모든 육식성 육상 동물과 마찬가지로 이슬람에서 금지된다.

### 고양이
아메리카와 유럽의 대부분을 포함한 서방 세계의 많은 지역에서는 고양이 고기 섭취에 대한 강한 금기가 있다. 고양이 고기는 유대교와 이슬람 법에 의해 금지되어 있는데 두 종교 모두 육식 동물을 먹는 것을 금하기 때문이다. 고양이는 서구 국가에서 일반적으로 애완동물로 간주되거나 해충을 통제하기 위해 사육되는 일하는 동물로 간주되며, 식용 동물로 보지 않는다. 따라서 고양이 섭취는 이들 국가의 많은 인구에 의해 야만적인 행위로 간주된다.
스위스에서는 2012년 더 로컬(The Local)의 보고서에서도 국내에서 고양이 섭취가 이루어지고 있음을 강조했다.

### 알
알 섭취는 모든 아브라함 종교에서 허용된다.
자이나교도들은 알 섭취를 삼간다. 많은 힌두인과 정통 시크교 채식주의자들도 알 섭취를 삼간다.
피가 섞인 알은 유대교 및 이슬람 전통에 따라 먹어서는 안 되지만, 피가 없는 알은 흔히 섭취된다(그리고 고기로 간주되지 않으므로 유제품과 함께 먹을 수 있다).

### 코끼리

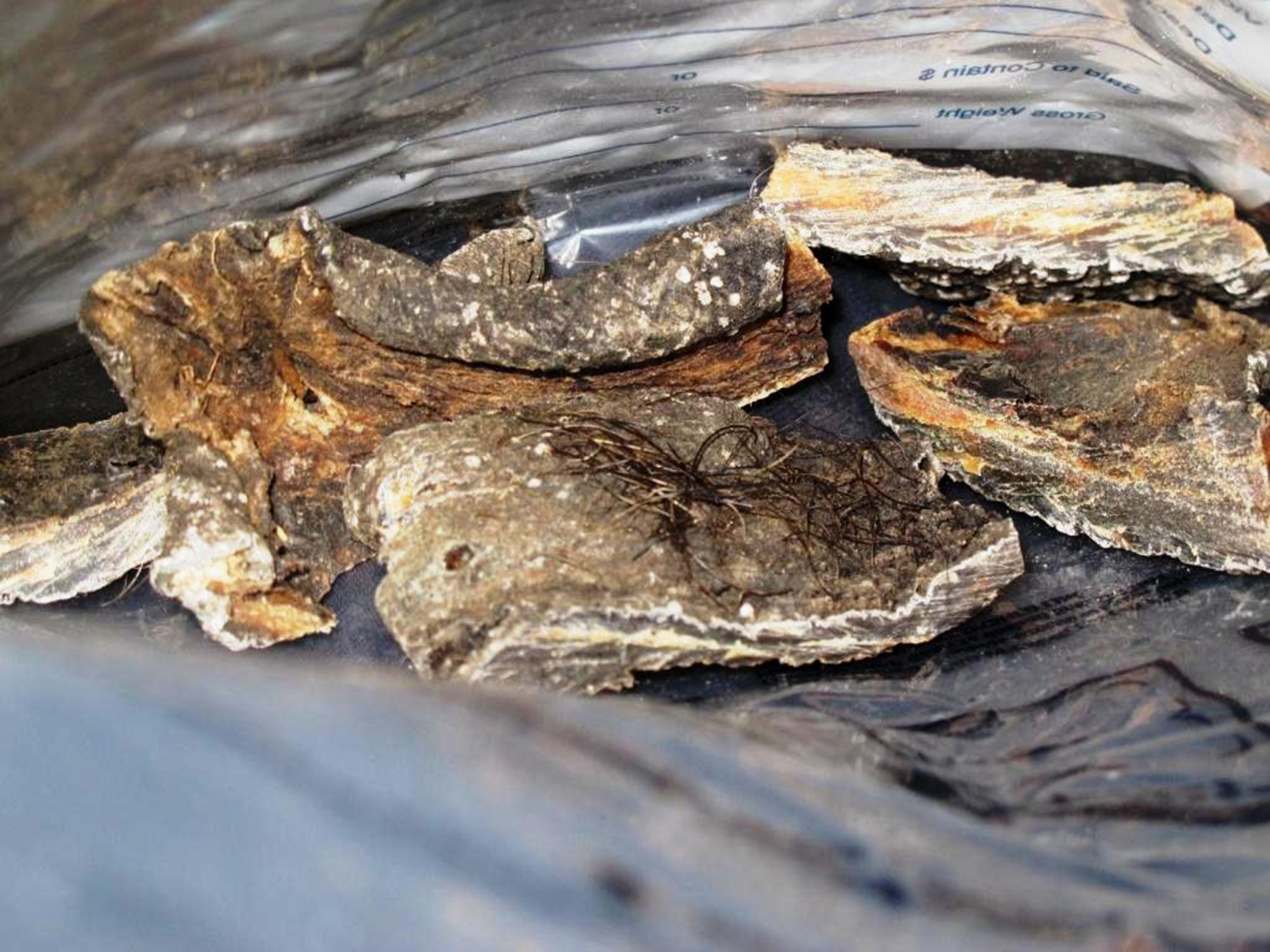
미국 관세국경보호청 직원들이 압수한 코끼리고기.

불교도는 코끼리 고기를 먹는 것이 금지되어 있다.
코끼리 고기는 코끼리가 갈라진 굽이 없고 반추류가 아니기 때문에 유대인 식생활법에 의해 코셔로 간주되지 않는다.
일부 이슬람 식생활법 학자들은 코끼리가 송곳니가 있거나 육식성 동물이라는 금지된 범주에 속하기 때문에 무슬림에게 코끼리를 먹는 것이 금지된다고 판결했다.
힌두인들은 가네샤 신이 힌두교도들에게 널리 숭배되기 때문에 코끼리 고기와 어떤 접촉도 엄격히 피한다.
칼리카 푸라나는 염소와 코끼리의 의례적 도살을 각각 발리(희생)와 마하발리(큰 희생)로 구별하지만, 샤크티 신학에서 인간에 대한 언급은 상징적이며 현대에는 초상화로 이루어진다.

### 물고기
나에게 물고기를 먹는 입으로 말하지 말라— 소말리 유목민의 조롱

소말리인들 사이에서는 대부분의 씨족이 물고기 섭취를 금기시하며, 물고기를 먹는 몇몇 직업 씨족과는 결혼하지 않는다.
에티오피아, 에리트레아, 소말리아, 케냐 및 북부 탄자니아의 일부 지역에 거주하는 많은 고지대 목축민과 농부(심지어 일부 해안 지역 주민)들 사이에서도 물고기 섭취에 대한 금기가 있다. 이는 때때로 "쿠시 물고기 금기"라고 불리는데, 이는 쿠시어파 화자들이 물고기 회피를 동아프리카에 도입한 책임이 있다고 여겨지기 때문이다. 그러나 모든 쿠시족이 물고기를 피하는 것은 아니다. 물고기 금기 지역은 대략 쿠시어파가 사용되는 지역과 일치하며, 일반적으로 나일사하라어족 및 셈어파 화자들은 이 금기가 없으며, 실제로 많은 사람들이 뱃사람이다. 동아프리카에서 물고기 회피를 실천하는 소수의 반투족 및 나일족 집단도 이전에 쿠시 왕국 사람들이 살았던 지역에 거주한다. 동아프리카 내에서 물고기 금기는 탄자니아 이상으로는 발견되지 않는다. 이는 체체파리의 지역적 존재 및 그 너머 지역에 기인하는데, 이는 물고기를 주로 피하는 유목 목축민들의 추가적인 남쪽 이동에 대한 장벽으로 작용했을 가능성이 높다. 따라서 잠비아와 모잠비크의 반투족은 목축 집단에 의한 정복을 면했고, 그 결과 그들은 거의 모두 물고기를 섭취한다.
남아프리카에도 주로 반투어군 화자들 사이에서 물고기 회피의 또 다른 중심지가 있다. 이러한 회피가 독립적으로 발전했는지 또는 도입되었는지는 명확하지 않다. 그러나 남아프리카의 초기 주민인 코이산족 사이에서는 물고기 회피가 발생하지 않는다는 것은 확실하다. 그럼에도 불구하고, 남아프리카의 반투족도 동아프리카 북쪽의 목축민들과 다양한 문화적 특징을 공유하므로, 알려지지 않은 시기에 소를 기르는 사람들이 앞서 언급된 체체파리 고유 지역을 어떻게든 통과하여 물고기 섭취에 대한 금기가 동아프리카에서 유사하게 도입되었다고 믿어진다.
민물 뱀장어 (Anguillidae)와 모든 종의 메기목과 같은 특정 어종은 유대교에서 금지되어 있다. 이들은 물에 살지만 비늘이 없는 것으로 보인다(현미경으로 볼 때만 보임) (레위기 11:10-13 참조). 수니 이슬람 법은 이 점에서 더 유연하다. 메기와 상어는 특별한 종류의 물고기이므로 일반적으로 할랄로 간주된다. 뱀장어는 일반적으로 수니파 4대 마드하브에서 허용되는 것으로 간주된다. 대부분의 시아 무슬림이 따르는 자파리 법학은 비늘이 없는 모든 어종과 새우를 제외한 모든 개류 종을 금지한다.
나바호족, 아파치족, 주니족을 포함한 미국 남서부의 많은 부족들은 물고기 및 물새를 포함한 다른 수생 동물에 대한 금기를 가지고 있다.
식시카 연맹 사람들은 물고기(물새를 포함한 새도 마찬가지지만, 물고기 금기가 세대를 거쳐 가장 많이 지속되었다) 섭취에 대한 금기를 가지고 있다. 블랙풋 크로싱 역사 공원의 그랜트 매니헤즈(Grant Manyheads)의 강의에 따르면, 블랙풋족의 요리는 오직 특정 동물, 즉 네 다리와 발굽이 있고 풀을 뜯어 먹는 동물만이 "깨끗"하고 따라서 섭취에 적합하다는 믿음에 기반을 두고 있었다. 이는 물고기, 새(특히 물새), 곰, 개, 늑대와 같은 발톱 달린 동물을 포함한 다른 어떤 동물도 먹기에 적합하거나 깨끗하다고 간주되지 않는다는 것을 의미했다. 그러나 이러한 금기는 필요하고 굶주린 시기에는 깨졌다. 금기를 깨는 것은 블랙풋족 사이에서 특히 절박한 행위로 여겨졌지만, 특별한 종교적 또는 영적 결과는 없는 것으로 보였다. 따라서 절박함 때문에 금기를 깨는 것이 허용되었다.
그린란드의 노르드 정착민(기원후 10세기~15세기)들은 재러드 다이아몬드의 문명의 붕괴: 과거의 위대했던 문명은 왜 몰락했는가에 기록된 것처럼 물고기 섭취에 대한 금기를 발전시켰을 수도 있다. 이것은 특이한데, 노르드인들은 일반적으로 물고기에 대한 금기가 없었기 때문이다. 다이아몬드는 "그린란드 노르드 고고학 유적지에서 회수된 동물 뼈 중 물고기 뼈는 0.1% 미만을 차지하는데, 대부분의 동시대 아이슬란드, 북부 노르웨이, 셰틀랜드 제도 유적지에서는 50~95%를 차지한다"고 언급했다. 그러나 이는 고고학자들에 의해 반박되었다.

### 푸아그라
푸아그라, 프랑스 법에 따라 강제 급식된 거위의 지방 간은 논란의 대상이 되어왔고 전 세계 여러 지역에서 금지령이 존재한다. 2014년 7월, 인도는 푸아그라 수입을 금지하여 세계 최초이자 유일한 푸아그라 금지 국가가 되었으며, 이는 일부 국내 요리사들에게 실망을 안겨주었다. 호주에서는 현재 푸아그라 생산이 금지되어 있지만, 수입은 합법이다. 2003년 8월, 아르헨티나는 푸아그라 생산을 동물 학대로 간주하여 금지했다. 2023년에는 벨기에의 플란데런 지역에서 푸아그라 생산이 금지되었다.

### 동물 태아
많은 나라에서 이를 별미로 여기지만, 대부분의 나라에서는 금기이다. 사체로 간주되는 염소와 양의 태아는 앵글로-인도 문화에서는 별미이지만, 부모 문화(영국 및 인도)에서는 모두 금기이다. 이 앵글로-인도 요리는 "쿠티 파이" (태아 주머니)로 알려져 있다.

### 균계
베다 브라만, 가우디아 바이슈나바, 탄트라 신도 및 일부 불교 승려들은 균계를 밤에 자라기 때문에 멀리한다.
아이슬란드, 스웨덴의 시골 지역, 서부 핀란드에서는 금기는 아니지만, 식용 버섯은 제2차 세계 대전 이전에는 널리 먹히지 않았다. 그들은 소의 음식으로 여겨졌고, 전시 및 구황음식의 낙인과도 관련이 있었다. 이는 로마 제국 시대에 버섯이 최고급 별미로 여겨지고 황제의 음식으로 높이 평가되었던 것과는 대조적이다.

### 기니피그 및 관련 설치류

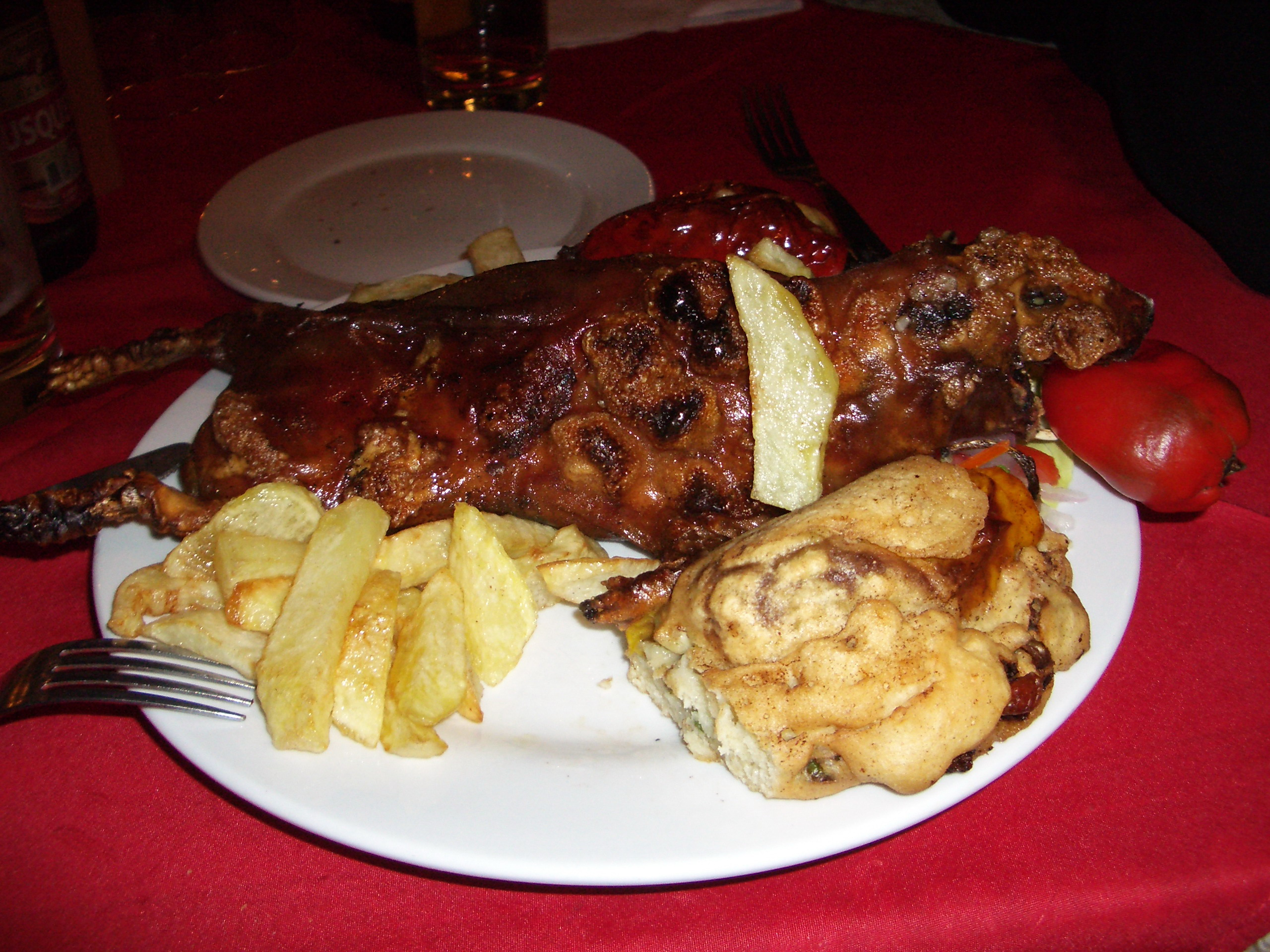
페루의 구운 기니피그 (Cavia porcellus)

기니피그 또는 쿠이는 페루, 콜롬비아 남서부 도시와 마을, 그리고 에콰도르 고지대, 주로 안데스산맥 고지대의 일부 인구 사이에서 흔히 먹는다. 쿠이는 리마 및 페루의 다른 도시, 그리고 콜롬비아의 파스토의 식당 메뉴에서 찾아볼 수 있다. 기니피그 고기는 미국과 유럽 국가로 수출된다. 2004년 뉴욕 시 공원 및 레크리에이션 부서는 플러싱 메도우 공원에서 열린 에콰도르 축제에서 노점상들이 쿠이를 판매하는 것을 막기 위해 법적 조치를 취했다. 뉴욕주는 기니피그 섭취를 허용하지만, 뉴욕시는 이를 금지한다. 이후 문화적 박해 혐의가 제기되었다.

### 기린
기린은 새김질을 하고 굽이 갈라져 기술적으로는 코셔로 간주되지만, 카슈루트의 더 정통적인 해석은 여전히 고기 섭취를 금지하여 기린을 다른 허용 가능한 특성에도 불구하고 비코셔로 분류한다. 그 이유는 이 동물이 코셔 동물의 징후가 있음에도 불구하고 허용되었다는 전통이 없기 때문이다. 또한, 그들의 큰 크기와 더 공격적인 행동은 셰치타(의례적 도살)를 수행할 때 물류에 부담을 준다. 그들의 취약한 상태 또한 많은 랍비들에 의해 금지의 역할을 했다. 기린의 긴 목이 도살을 수행하기 어렵다는 것은 기린이 비코셔인 이유가 아니다.

### 허브
일부 그리스 정교회 신자들은 바질이 그리스도의 십자가와 연관되어 있기 때문에 바질을 피한다. 325년 성 헬레나에 의해 아름답고 향기로운 바질 덤불로 뒤덮인 언덕에서 십자가가 발견되었다고 믿어지며, 이는 hitherto 알려지지 않은 식물이었다. 이 식물은 그리스어로 βασιλικόν φυτόν (바실리콘 피톤) "왕의 식물"이라고 이름 붙여졌고 오늘날에는 먹기보다는 재배되고 감상된다. 매년 9월 14일에는 이 전설을 기념하기 위해 아름다운 바질 식물들이 교회로 가져와지며, 이는 성십자가 현양 축일로 알려진 기념 행사이다.

### 말고기

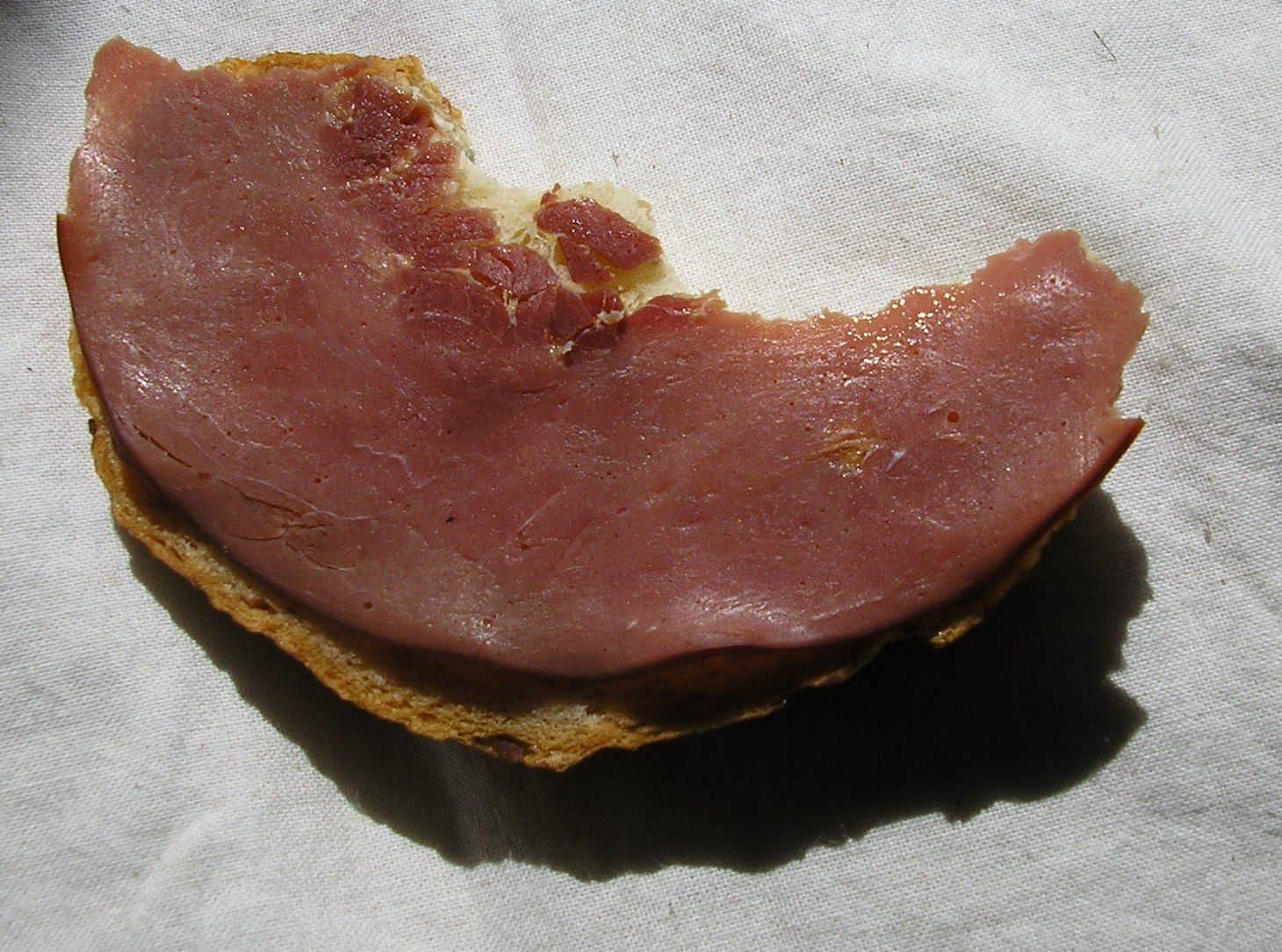
샌드위치에 얹은 훈제 및 염장 말고기.

말고기는 유럽의 여러 나라에서 요리의 일부이지만, 일부 종교와 많은 나라에서는 금기이다. 말은 반추 동물이 아니며 발굽이 갈라지지 않았기 때문에 유대교 율법에 의해 금지되어 있다. 개와 유사하게, 말은 북서부 포르투갈의 카스트루 문화에서는 금기시되었으며, 이 지역에서는 여전히 반문화적 관행으로 남아 있다.
말고기는 일부 기독교의 교파에서 금지되어 있다. 732년 서기, 교황 그레고리오 3세는 보니파시오 성인에게 말고기를 먹는 이교도 관습을 "더럽고 혐오스러운 관습"이라고 부르며 억압하라고 지시했다. 1000년 서기 아이슬란드의 기독교화는 교회가 아이슬란드인들이 계속 말고기를 먹는 것을 허용하겠다고 약속했을 때만 달성되었다. 교회가 권력을 공고히 하자, 그 허용은 중단되었다. 말고기는 아이슬란드에서 여전히 인기가 있으며, 쇠고기, 양고기 및 돼지고기와 같은 방식으로 판매되고 소비된다.
이슬람교에서는 말고기의 허용 여부에 대해 의견이 분분하다. 일부는 말고기를 무슬림에게 금지하는 하디스를 인용하지만, 다른 이들은 그 유효성과 권위에 의문을 제기한다. 야생마와 나귀는 일반적으로 할랄로 간주되는 반면, 길들여진 당나귀는 금지된 것으로 본다. 다양한 무슬림 문화권에서는 말고기를 먹는 태도에 차이가 있었다. 역사적으로 튀르크족과 페르시아인들은 말고기를 먹었지만, 북아프리카에서는 드물다.
캐나다에서는 말고기가 합법이다. 대부분의 캐나다 말고기는 유럽 대륙이나 일본으로 수출된다. 미국에서는 캘리포니아주와 일리노이주에서 말고기 판매 및 섭취가 불법이다. 그러나 제2차 세계대전 중에는 쇠고기가 비싸고 배급되었으며 군인용이었기 때문에 미국에서 판매되었다. 미국 내 마지막 말고기 도축장은 2007년에 문을 닫았다. 그럼에도 불구하고, 폐기된 레저, 스포츠 및 작업마는 경매에서 수거 및 판매된다. 이들은 운송업자에 의해 북쪽으로는 캐나다 국경, 남쪽으로는 멕시코 국경을 넘어 말고기 정육점으로 판매된다. 영국과 아일랜드에서의 말고기 섭취 문제는 2013년 말고기 파동과 관련하여 2013년에 제기되었다.
말고기는 발칸반도에서는 일반적으로 피하지만, 슬로베니아는 제외된다. 말은 고귀한 동물로 여겨지거나 말고기를 먹는 것이 전쟁 중 기아와 연관되어 있기 때문이다. 그러나 세르비아에서는 작은 틈새시장이 있다.

### 인간
모든 금기 고기 중에서 인육은 가장 엄격히 금지된 것으로 꼽힌다. 근래에 인간은 의식적으로, 그리고 광기, 증오, 또는 극심한 배고픔 때문에 동료 인간의 살을 먹어왔다. 식단의 흔한 부분으로서는 결코 아니지만, 한때 모든 인간들 사이에서 널리 퍼진 관습이었던 것으로 생각된다.
파푸아뉴기니의 포레족은 1950년대 후반 호주 정부가 이 관습을 금지할 때까지 장례식 식인에 참여했다. 식인은 프리온 질환인 쿠루병이 퍼진 방식이었지만, 이 연관성은 1967년까지 입증되지 않았다.
인육 섭취는 힌두교, 이슬람교, 그리고 랍비 유대교에서 금지되어 있다.

### 영장류(유인원, 원숭이 등)
원숭이 뇌는 적어도 부분적으로는 원숭이 또는 유인원의 뇌로 구성된 요리이다. 서구 대중문화에서 원숭이 뇌 섭취는 종종 이국적인 문화를 극도로 잔인하고 무감각하며/또는 이상하게 묘사하는 맥락에서 반복적으로 묘사되고 논의된다.
원숭이는 인도에서 하누만이라는 원숭이 신 때문에 신성시되는 동물이다. 많은 힌두교도들은 채식주의자이며 원숭이를 포함한 어떤 종류의 고기도 먹지 않는다. 고기를 먹는 인도인들도 원숭이를 죽이거나 먹지 않는다. 원숭이(또는 야생으로 간주되는 다른 동물)를 죽이거나 먹는 것은 인도에서 금기이며 불법이다.
마다가스카르 문화에서 여우원숭이는 살아있을 때 조롱당하거나 잔인하게 죽임을 당하면 복수할 수 있는 영혼(ambiroa)을 가진다고 여겨진다. 이 때문에 여우원숭이는 일상생활의 다른 많은 요소들처럼 금기의 원천이 되어왔는데, 현지에서는 파디(fady)라고 불리며 네 가지 기본 원칙을 가진 이야기에 기반을 둘 수 있다. 어떤 마을이나 지역은 특정 유형의 여우원숭이가 씨족의 조상일 수 있다고 믿을 수 있다. 그들은 또한 여우원숭이의 영혼이 복수할 수 있다고 믿을 수 있다. 또는 이 동물은 은인으로 나타날 수도 있다. 여우원숭이는 인간 아기에게 좋든 나쁘든 그들의 특성을 부여한다고도 생각된다. 일반적으로 파디는 금지된 것을 넘어 불운을 가져오는 사건을 포함할 수 있다.
2009년 라이베리아의 카발리 강 유역 야생동물 시장에서 신선하고 훈제된 영장류 종은 침팬지(Pan troglodytes), 다이애나원숭이(Cercopithecus diana), 푸티노즈원숭이(C. nictitans), 작은흰코원숭이(C. petaurista), 캠벨모나원숭이(C. campbelli), 검댕망가베이(Cercocebus atys), 서부콜로부스(Colobus polykomos), 올리브콜로부스(Procolobus verus), 서부붉은콜로부스(P. badius)를 포함했다.

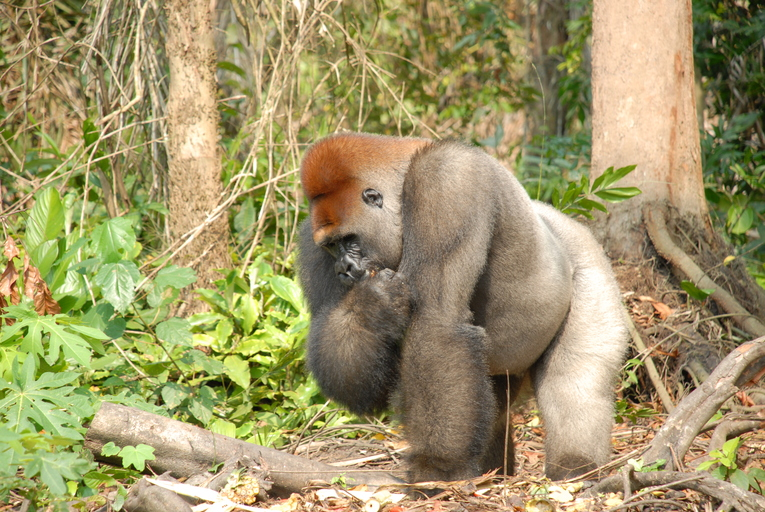
2008년 콩고 민주 공화국의 고릴라

1983년에서 2002년 사이에 가봉의 서부고릴라 (Gorilla gorilla)와 침팬지 (Pan troglodytes) 개체수는 56% 감소한 것으로 추정된다. 이러한 감소는 주로 벌채 목적의 확장된 인프라에 의해 촉진된 상업적 사냥 때문이었다.
1990년대 후반, 콩고 분지 에카퇴르주의 바산쿠수에서 신선하고 훈제된 보노보(Pan paniscus) 사체가 발견되었다.
일부 사람들은 영장류 섭취를 인간의 식인과 가깝게 여기는데, 이는 원숭이와 유인원이 인간의 가까운 친척이기 때문이다.

### 캥거루
캥거루고기는 오랫동안 일부 오스트레일리아 원주민 식단의 중요한 부분이었다. 캥거루 고기는 1980년에 사우스오스트레일리아에서 인간 섭취가 합법화되었지만, 다른 주에서는 1993년까지 반려동물 사료로만 판매될 수 있었다. 캥거루는 대부분의 다른 호주 토착 동물과 마찬가지로 주 및 연방 차원에서 호주 법에 따라 보호받지만, 사냥 또는 도태 목적으로 캥거루를 죽일 수 있는 면허를 취득할 수 있다. 캥거루 고기는 한때 현대 호주인들에게 인기가 없었지만, 최근에는 저지방 및 저탄소 배출 고기라는 명성 덕분에 훨씬 더 인기를 얻었으며, 대부분의 슈퍼마켓에서 찾아볼 수 있다.
캥거루고기는 캘리포니아주에서 불법이다. 이 금지는 1971년에 처음 부과되었다. 2007년에는 일시적으로 금지령이 해제되어 육류 수입이 허용되었으나, 2015년에 다시 금지되었다. 캥거루 고기는 유대인이나 안식일교도에 의해 성경적으로 코셔로 간주되지 않는다. 그러나 캥거루는 초식동물이므로 무슬림 식생활 기준에 따라 할랄로 간주된다.

### 살아있는 동물

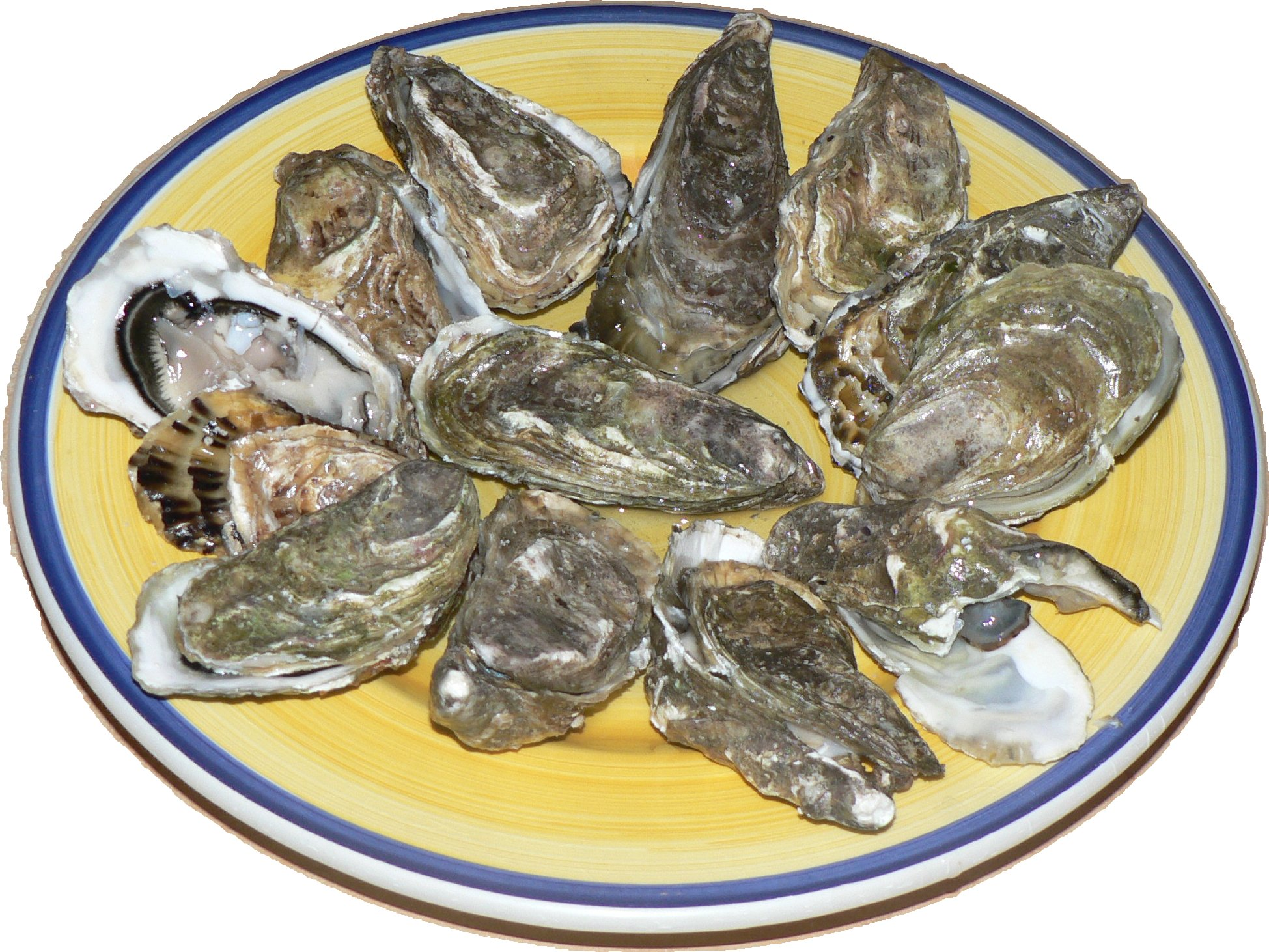
접시에 놓인 살아있는 굴.

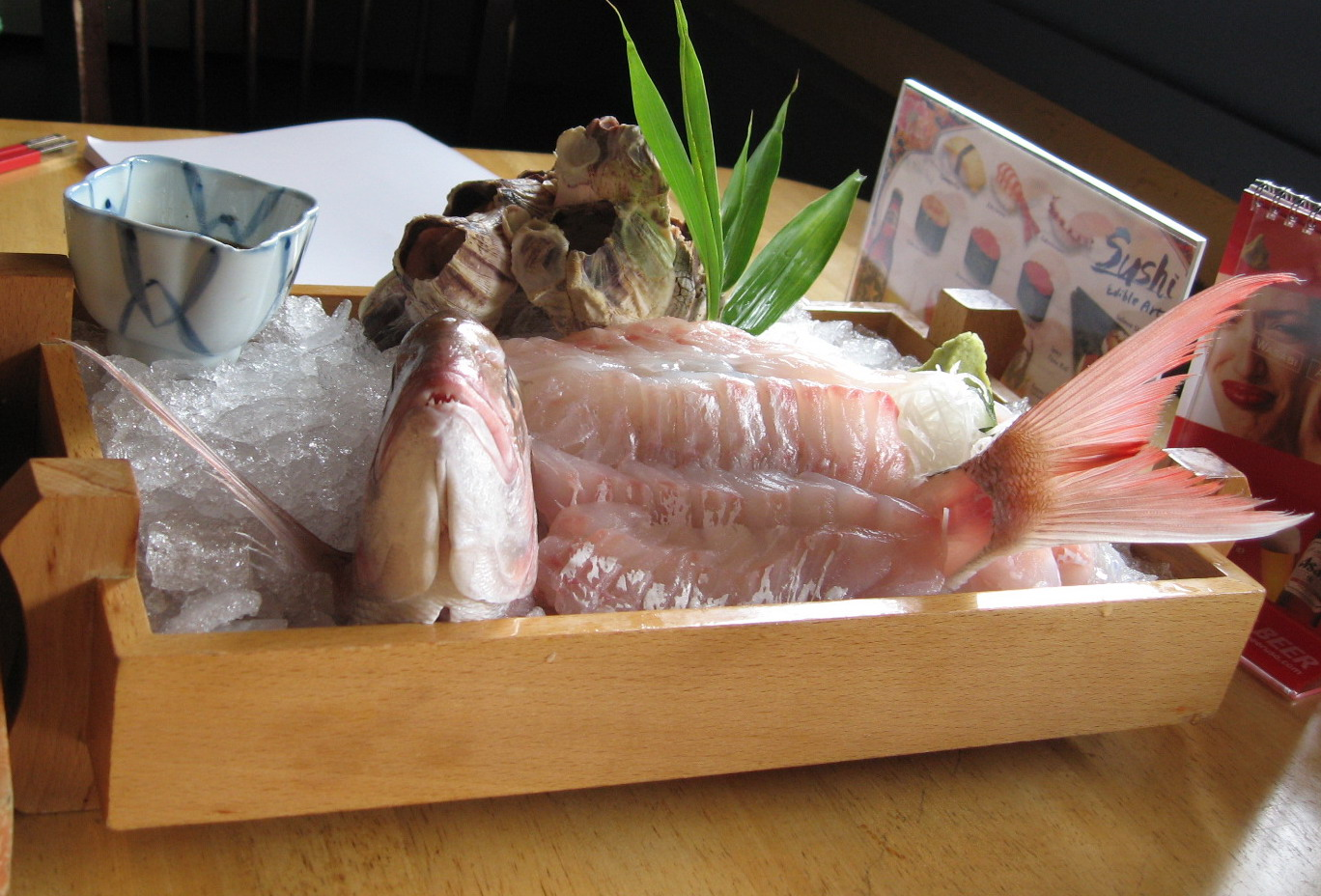
이키즈쿠리, 사시미로 나오는 살아있는 물고기.

이슬람 법, 유대 법(노아의 7법 포함), 그리고 일부 기독교의 일부 법은 살아있는 동물에서 잘라낸 어떤 부분도 금지한다(창세기 9:4, 탈무드, 산헤드린 59a에서 해석된 바와 같이). 그러나 라이브 자손이 어미의 자궁에서 제거되는 벤 페쿠아(ben pekuah)의 경우에는 이러한 제한이 적용되지 않는다. 생굴, 이키즈쿠리 등과 같은 살아있는 동물을 먹는 것은 유대 법에서 위반으로 간주된다.
살아있는 동물을 먹는 예로는 "껍질을 반쯤 벗긴 생굴"과 이키즈쿠리(살아있는 물고기)와 같은 살아있는 해산물 먹기가 있다. 살아있는 동물을 이용한 사시미는 일부 국가에서 금지되었다.

### 내장

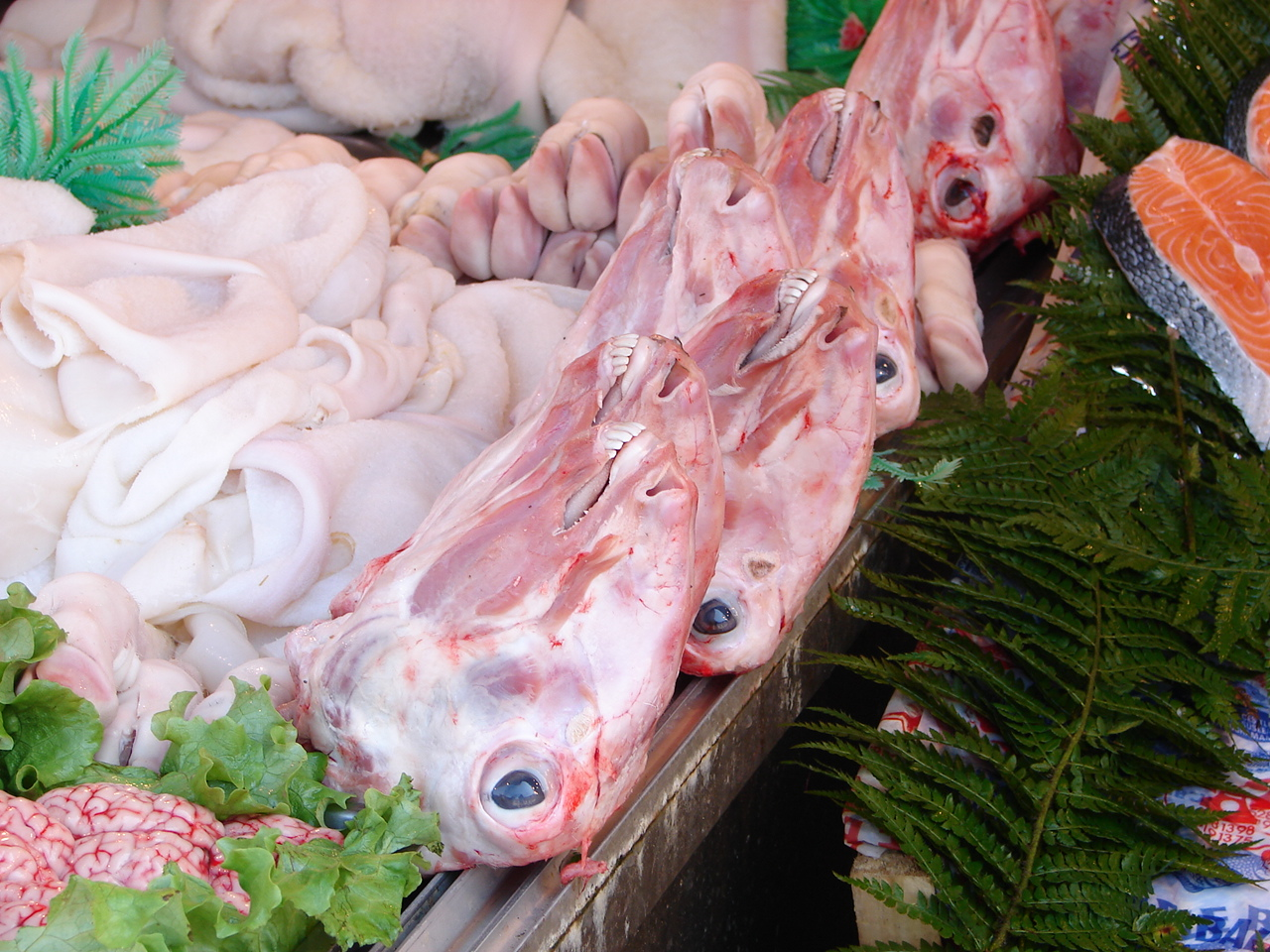
이스탄불 시장에서 판매되는 머리, 뇌, 발, 양 (음식).

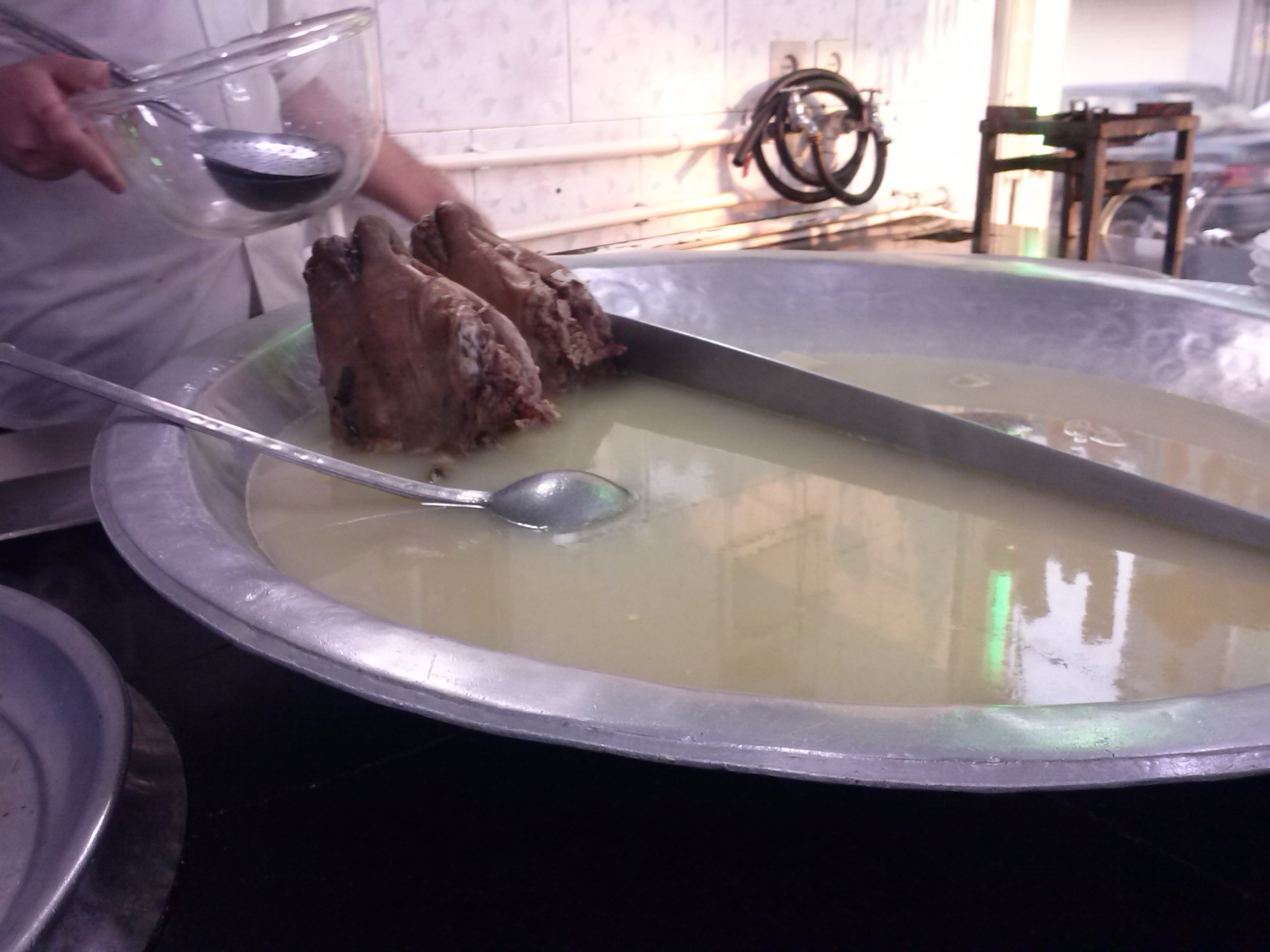
이란의 전통 스프인 칼레 파체, 양의 머리(뇌, 눈, 혀 포함)와 발굽으로 만듬.

내장은 도축된 동물의 내장 기관이며, 스위트브레드나 콩팥과 같은 장기 고기 외에도 머리나 발("트러터")과 같은 도체 부분을 가리킬 수 있다. 내장은 영국에서 스테이크 앤드 키드니 파이나 스페인에서 칼로스 아 라 마드리레냐와 같은 요리를 포함하여 많은 유럽 요리와 아시아 요리의 전통적인 부분이다. 해기스는 로버트 번스 시대부터 스코틀랜드의 국민 음식이었다. 브라질 북동부에는 염소의 위로 만든 "부차다"라고 불리는 해기스와 비슷한 요리가 있다.
심장, 우설, 간(닭, 소, 돼지), 그리고 자연 소시지 케이싱으로 사용되는 내장을 제외하고, 미국에서 소비되는 장기육은 지역 특산품이나 민족 특산품인 경향이 있다. 예를 들어, 라틴계와 히스패닉 사이의 양 (음식)은 메누도나 몬동고, 미국 남부의 치틀링, 동부 해안의 스크래플, 미국 중서부의 튀긴 뇌 샌드위치, 서부의 로키 마운틴 오이스터 또는 "프레리 오이스터"라고 불리는 소 고환 등이 있다. 아르헨티나 및 기타 스페인어권 국가에서는 황소 고환이 우에보스 데 토로(huevos de toro) 또는 '황소 알'로 제공된다.
유럽 연합과 같은 일부 지역에서는 뇌 및 소해면상뇌병증("광우병") 및 유사 질병을 전염시킬 수 있는 기타 장기들이 특정 위험 물질로 먹이 사슬에서 금지되었다.
염소, 소, 양 또는 버팔로의 위를 먹는 것이 금기일지라도, 고대의 치즈 제조 기술은 우유를 치즈로 바꾸는 데 위(레닛 포함)를 사용하며, 이는 잠재적으로 금기시되는 과정이다. 치즈를 만드는 새로운 기술에는 레닌 및 키모신과 유사한 박테리아 효소를 이용한 생화학적 과정이 포함된다. 이는 치즈 자체가 아니라 치즈가 만들어지는 과정이 엄격한 채식주의자에 의해 금지되는지 허용되는지를 결정하는 요인이 된다.

### 양귀비씨
양귀비씨는 많은 문화권에서 조미료로 사용되지만, 씨앗에 포함된 극미량의 모르핀과 코데인은 약물 검사 시 위양성을 유발할 수 있다. 싱가포르에서는 양귀비씨가 중앙 마약국 (CNB)에 의해 "금지 품목"으로 분류된다.

### 돼지/돼지고기
미국 농무부(USDA) 데이터에 따르면 돼지고기는 전 세계에서 가장 널리 섭취되는 고기이다. 돼지고기 섭취는 이슬람교, 유대교 및 제칠일안식일예수재림교회와 같은 특정 기독교의 교파에서 금지되어 있다. 이러한 금지는 해당 종교의 성서에 명시되어 있는데, 예를 들어 꾸란 2:173, 5:3, 6:145 및 16:115, 레위기 11:7-8 및 신명기 14:8이다. 돼지는 고대 중동의 적어도 세 다른 문화권, 즉 페니키아, 이집트 및 바빌로니아에서도 금기였다. 일부 경우에는 금기가 돼지고기 섭취를 넘어 돼지를 만지거나 심지어 보는 것까지 금지되었다.
이 금기의 원래 이유는 논쟁의 여지가 있다. 마이모니데스는 돼지의 불결함이 자명하다고 생각하는 듯하지만, 특히 돼지의 똥 먹는 경향에 대한 혐오감을 언급한다. 19세기에는 일부 사람들이 중동에서 돼지고기 금기를 트리키나 기생충의 위험 때문이라고 보았지만, 이 설명은 현재는 인기가 없다. 제임스 조지 프레이저는 고대 이스라엘, 이집트, 시리아에서 돼지는 원래 신성한 동물이었기 때문에 먹거나 만질 수 없었으며, 이 금기는 돼지가 더 이상 신성하게 여겨지지 않게 된 시기까지 살아남아 불결하다는 이유로 설명되었다고 주장했다.
최근, 마빈 해리스는 돼지가 중동의 생태적, 사회경제적 수준에서 기르기에 적합하지 않다고 주장했다. 예를 들어, 돼지는 다른 동물보다 시원함을 유지하는 데 더 많은 물이 필요하고, 풀을 뜯는 대신 곡물과 같은 식량으로 인간과 경쟁하기 때문에 건조한 기후에서 살기에 적합하지 않다. 따라서 돼지를 기르는 것은 낭비적이고 퇴폐적인 행위로 여겨졌다. 금기에 대한 또 다른 설명은 돼지가 잡식 동물이며, 자연적인 식습관에서 고기와 식물을 구별하지 않는다는 것이다. 고기를 섭취하려는 의지는 일반적으로 먹는 다른 대부분의 가축(소, 양, 염소 등)과는 다르며, 이들은 자연적으로 식물만 먹는다. 메리 더글라스는 유대교에서 돼지에 대한 금기 이유는 세 가지라고 주장했다. (i) 갈라진 발굽이 있지만 되새김질을 하지 않아 유제류의 범주를 위반하고, (ii) 시체를 먹으며, (iii) 비이스라엘인들이 먹었다는 것이다.
돼지고기 대체식품 (예를 들어, 임파서블 푸즈의 제품)은 실제 돼지고기를 포함하지 않지만, 이슬람교와 같은 일부 보수적인 종교 집단은 돼지고기 대체식품이 모방하고 제시하려는 금기 또는 비코셔 제품이므로, 육류 기반 제품과 유사하게 금기시한다. 실험실에서 배양한 돼지고기 또한 하람 또는 비코셔로 간주될 수 있다.

### 토끼

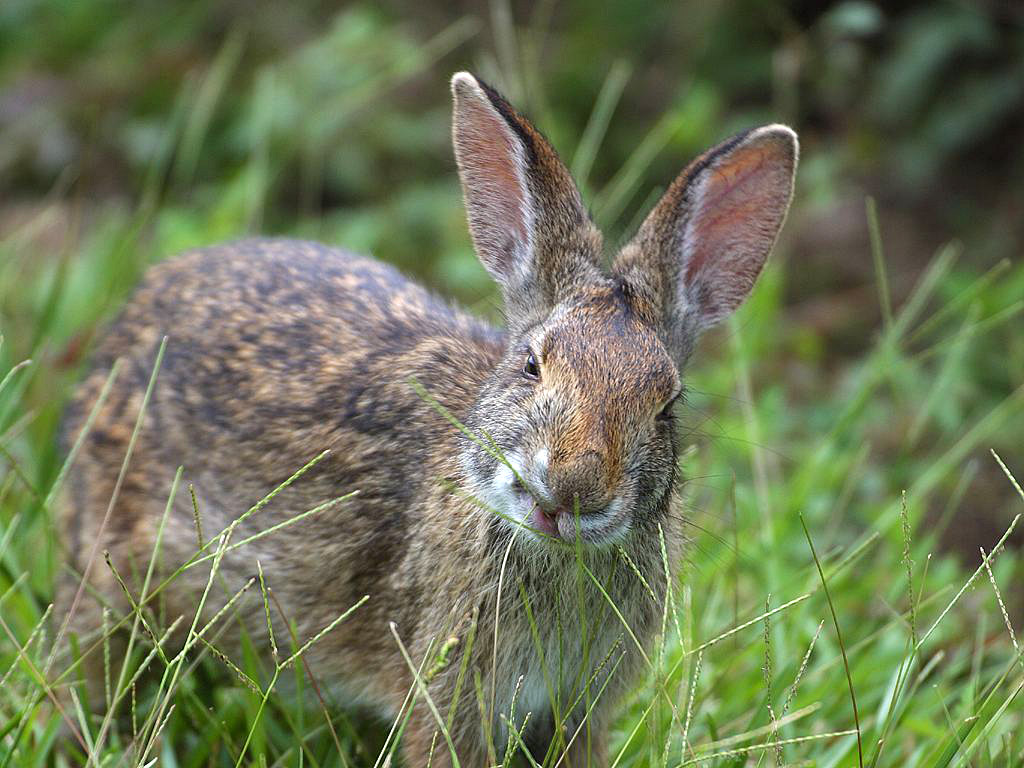
솜꼬리토끼

성경의 레위기는 토끼를 불결한 동물로 분류한다. 왜냐하면 토끼는 발굽이 갈라져 있지 않지만, 부분적으로 소화된 물질을 씹고 다시 섭취하기 때문이다(반추 동물의 "되새김질"과 동일). 토끼 섭취는 수니 이슬람에서 허용되지만, 일부 다수 수니 국가(예: 이집트, 전통적인 몰로키야 재료)에서는 인기가 많지만, 트웰버 시아 이슬람의 자파리 법학에서는 금지된다.

### 쥐와 생쥐
대부분의 서구 문화권에서는 래트와 쥐를 더럽거나 애완동물로 여기며 인간이 먹기에 부적합하다고 간주한다. 전통적으로 가래톳페스트의 매개체로 여겨졌기 때문이다.
가나에서는 현지에서 "아크란티", "그래스커터" 및 (잘못되게) "부시 래트"로 불리는 Thryonomys swinderianus는 흔한 음식이다. 이 설치류의 적절한 일반 명칭은 "대형 사탕수수쥐"이지만, 실제로는 쥐가 전혀 아니며 사하라 사막 남쪽 아프리카에 서식하는 포큐파인과 기니피그의 가까운 친척이다. 2003년, 미국은 서반구에서 이전에는 볼 수 없었던 최소 9건의 인간 원숭이두창 발병으로 인해 아프리카에서 이 종 및 다른 설치류의 수입을 금지했다.
어떤 종류의 설치류나 설치류에서 유래한 물질의 섭취는 유대교와 이슬람교에서 금지된다.

### 파충류
유대교와 이슬람교는 크로커다일과나 뱀과 같은 파충류의 섭취를 엄격히 금지한다. 다른 문화권에서는 앨리게이터속과 같은 음식이 진미로 귀하게 여겨지며, 이 동물들은 상업적으로 사육된다.

### 채소, 과일, 향신료
자이나교, 불교, 힌두교의 특정 버전에서는 부추속에 속하는 채소의 섭취가 제한된다. 신봉자들은 이러한 채소가 해로운 정열을 유발한다고 믿는다. 많은 힌두교도들은 축제나 힌두력의 쉬라반, 푸라타시, 카르틱 성월 동안 비채식 음식과 함께 양파와 마늘을 먹는 것을 자제한다. 그러나 비채식 음식을 피하는 것만큼 양파와 마늘을 피하는 것은 힌두교도들 사이에서 그리 인기가 없으므로, 많은 사람들이 이 관습을 따르지 않는다.
카슈미르인 브라만들은 "강한 맛"이 나는 음식을 금지한다. 여기에는 마늘, 양파, 그리고 후추와 고추 같은 향신료가 포함되는데, 혀에 강한 맛이 나는 것이 기본적인 감정을 자극한다고 믿기 때문이다.
자이나교는 고기 섭취를 삼갈 뿐만 아니라, 뿌리채소(당근, 감자, 무, 순무 등)도 먹지 않는다. 그렇게 하면 식물을 죽이는 것이고, 그들은 아힘사를 믿기 때문이다. 살아있는 존재의 계층에서 양파와 같은 겨울나기 식물은 밀과 쌀과 같은 식량 작물보다 높은 순위에 있다. 양파가 계절의 변화를 감지하고 봄에 꽃을 피우는 능력은 하등 식물에는 없는 추가적인 '감각'으로 여겨진다. 생성되는 나쁜 카르마의 양은 생물이 가진 감각의 수에 따라 달라지므로, 양파를 먹는 것을 피하는 것이 현명하다고 생각된다. 이는 또한 일부 북인도 전통에서는 사실상 모든 겨울나기 식물이 금기로 간주된다는 의미이기도 하다.
중국 사찰음식은 전통적으로 마늘, 염교, 아사페티다, 샬롯, 알리움 빅토리아리스(승리 양파 또는 산부추)를 금지한다.
야지디교에서는 상추와 버터 콩 섭취가 금기이다. 무슬림 종교 교사이자 학자인 팔라 하산 주마(Falah Hassan Juma)는 상추에서 발견되는 악에 대한 이 종파의 믿음을 무슬림에 의한 오랜 박해 역사와 연결시킨다. 역사적 이론은 13세기 모술 도시를 통제했던 한 무자비한 권세가가 초기 야지디 성인을 처형하라고 명령했고, 열광적인 군중이 시체에 상추 머리를 던졌다고 주장한다.
피타고라스의 추종자들은 채식주의자였으며, "피타고라스주의자"는 한때 "채식주의자"를 의미했다. 그러나 그들의 신념은 콩 섭취를 금지했다. 이유는 명확하지 않다. 아마도 콩이 유발하는 방귀 때문이거나, 잠재적인 포도당 6-인산 탈수소효소 결핍증으로부터의 보호 때문일 수도 있지만, 가장 가능성이 높은 것은 마법-종교적 이유 때문일 것이다. 피타고라스의 죽음에 대한 한 전설은 그가 적들을 피해 파바콩 밭을 가로지르지 않기로 선택한 후 살해당했다고 전한다.
브로콜리와 콜리플라워와 같은 채소는 금기는 아니지만, 수많은 틈새에 곤충이나 벌레가 숨어 있을 가능성 때문에 신실한 유대인 및 기타 종교인들은 피할 수 있다. 마찬가지로, 블랙베리와 라즈베리와 같은 과일은 과일을 손상시키지 않고는 충분히 깨끗하게 씻을 수 없기 때문에 카슈루트 기관에서는 피할 것을 권장한다.
흔한 이집트 요리인 몰로키야, 즉 주된 재료가 (다른 요리 용도가 없었던) 황마포 잎인 수프는 파티마 칼리파 알하킴 비아므르 알라가 재위 중(996-1021년) 어느 시점에 금지했다. 이 금지는 몰로키야와 함께 수니파가 먹는다고 알려진 다른 식품에도 적용되었다. 이 금지는 결국 그의 재위가 끝난 후 해제되었지만, 알하킴을 높이 평가하고 그에게 준신적인 권위를 부여하는 드루즈는 오늘날까지 이 금기를 존중하며 어떤 종류의 몰로키야도 먹지 않는다.

### 고래
수니파 이슬람은 무슬림이 자연사한 고래의 고기를 섭취하는 것을 허용하는데, 이는 무함마드의 승인을 인용한 유명한 수니 하디스가 있기 때문이다. 고래고기는 시아 이슬람에서 금지(하람)인데, 고래는 비늘이 없기 때문이다. 전 세계 대부분 지역에서는 고래의 멸종 위기 때문에 고래고기를 먹지 않지만, 전통적으로 금지된 것은 아니다. 영국과 같은 일부 국가에서는 고래고기를 국내로 수입하는 것이 불법이다.

## 금지된 음료

### 주류
불교, 이슬람교, 자이나교, 라스타파리 운동, 바하이 신앙, 그리고 침례교, 오순절교, 감리교회, 후기 성도, 제칠일안식일예수재림교회, 이글레시아 니 그리스도와 같은 다양한 기독교 종파를 포함한 일부 종교는 술 섭취를 금지하거나 지양한다.
히브리어 성경은 술, 특히 포도주와 아마도 보리 맥주(70인역 번역 및 바우어 사전: σικερα, 아카드어 시카루에서 유래한 보리 맥주)를 삼가는 나실인 서원(민수기 6:1-21)을 묘사한다. 신 JPS 번역은 "포도주와 모든 다른 취하게 하는 것"이다. NIV와 같은 다른 버전은 술과 포도주 식초와 같은 모든 술 파생 제품을 모두 금지한다. 유대교에는 술에 대한 일반적인 금기가 없다.
또한 술 섭취에 대한 문화적 금기도 존재하며, 이는 예를 들어 절대금주주의나 금주 운동에서 나타난다. 여러 나라에서는 건강상의 이유로 임신 중인 여성의 술 섭취에 대한 일종의 문화적 금기도 있으며, 예를 들어 ILO의 2000년 모성보호협약에서 볼 수 있다.
압생트
압생트는 알코올 도수가 높다는 이유로 1912년 미국에서 불법화되었다. 압생트는 2007년에 다시 합법화되었다. 환각을 유발한다는 소문이 있었고, 그래서 "녹색 요정"이라는 별명이 붙었다.

### 피

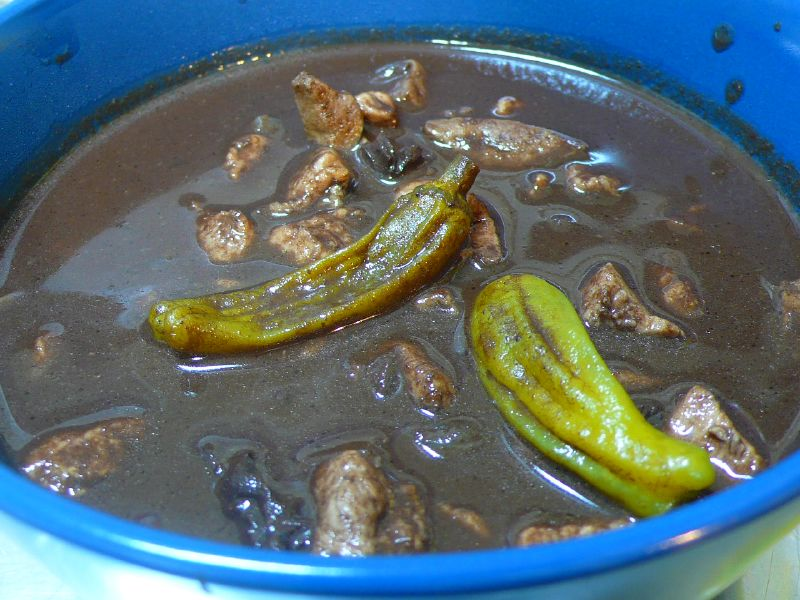
돼지피로 만든 필리핀 스튜 디누구안 한 그릇.

일부 종교는 피나 피로 만든 음식을 마시거나 먹는 것을 금지한다. 이슬람교에서는 피 섭취가 금지되어 있다(하람). 할랄 동물은 피를 빼기 위해 제대로 도축되어야 한다. 다른 전통과 달리, 이는 피가 숭배되거나 신성하기 때문이 아니라, 단순히 피가 의례적으로 불결하거나 나지스로 간주되기 때문이며, 특정 이야기에서는 피와 접촉할 경우 (물이 없을 때) 의례적 정화를 규정한다. 유대교에서는 모든 포유류와 조류 고기(물고기는 제외)를 소금절이하여 피를 제거한다. 유대인들은 레위기의 가르침을 따른다. "동물의 생명은 피에 있다"거나 "피는 죄의 용서를 위해 보존되었고 따라서 하나님을 위해 보존되었다"는 이유로 아무도 피를 먹거나 마실 수 없다. 이글레시아 니 그리스도와 여호와의 증인은 어떤 피도 먹거나 마시는 것을 금지한다.
성경에 따르면, 피는 예배와 관련하여 특별하거나 신성한 목적을 위해서만 사용된다(출애굽기 12, 24, 29장, 마태오의 복음서 26:29, 히브리인들에게 보낸 편지). 1세기 기독교에서는 유대인 출신 기독교인(유대 기독교)과 새로운 이방인 개종자들 사이에 모세 율법의 어떤 특징을 유지하고 지켜야 하는지에 대한 논쟁이 있었다. 사도적 법령은 다른 무엇보다도 피를 섭취하는 것을 삼가야 한다고 제안했다.
성령과 우리는 다음과 같이 정하는 것이 옳다고 생각했습니다.

당신들은 우상에게 바쳐진 음식과 피와 목 졸라 죽인 것과 간음을 삼가시오. 이것들을 조심하면 잘할 것입니다. 안녕히 계십시오.— Acts 15:28–29

### 커피와 차
예수 그리스도 후기 성도 교회 교인들에게 "뜨거운 음료"는 금기이다. 이 용어는 오해의 소지가 있는데, 금지가 오직 커피와 차 (음료)에만 적용되기 때문이다(즉, 핫초콜릿이나 허브차는 제외). 교인들이 사용하는 건강 규범인 지혜의 말씀은 금지 및 허용 물질을 명시한다. 금지되지는 않지만, 일부 몰몬교인들은 일반적으로 카페인을 피하며, 콜라 음료도 포함한다. 제칠일안식일예수재림교회 교인들도 일반적으로 카페인 음료를 피한다.
널리 보고된 이야기(아마도 사실이 아닐 수도 있음)가 있는데, 1600년경 일부 가톨릭 신자들이 교황 클레멘스 8세에게 커피를 "악마의 음료"라고 부르며 금지할 것을 촉구했다는 것이다. 그 음료를 맛본 교황은 그 음료가 "너무 맛있어서 믿지 않는 사람들에게만 마시게 하는 것은 죄가 될 것이다"라고 말했다고 전해진다. (커피의 역사 참조).

### 사람의 모유
사람의 모유는 유아 영양에 보편적으로 받아들여지지만, 일부 문화권에서는 젖을 뗀 후의 모유 섭취를 금기시한다.

## 금지된 조합
유대인의 음식 규제인 카슈루트는 모든 허용되는 음식을 세 가지 범주로 분류한다. 고기 제품, 유제품, 그리고 이 둘 중 어느 것도 아닌 것(채소 제품뿐만 아니라 물고기, 알도 포함). 식사나 요리는 고기와 유제품을 동시에 포함할 수 없다. 또한 고기와 물고기를 함께 요리할 수 없으며, 물고기와 우유도 함께 요리할 수 없다. 단, 다른 유제품과 함께 요리된 물고기는 허용된다.
이탈리아 요리에는 해산물과 치즈를 함께 제공하는 것에 대한 널리 퍼진 금기가 있지만, 몇 가지 예외도 있다.

## 금지된 기원
토라에는 비슐 아쿰(bishul akum) 법이 있는데, 이 법에 따르면 비슐 아쿰 상태의 음식은 비유대인에 의해 완전히 조리되어 금지되며, 비록 음식을 준비하는 데 사용된 재료들이 처음에는 코셔였고 금지된 조합은 피해야 할지라도 그러하다.

## 같이 보기
- 종교인류학
- 식단 (영양학)
- 단식
- 하람
- 전병 (의식용)
- 식단 목록
- 종교적 상징이 있는 음식 목록
- 도덕
- 종교와 술
- 종교와 마약
- 성찬용 빵
- 세미-채식주의
- 테레파
- 카슈루트
- 비거니즘

## 참고 문헌
- Stewart Lee Allen (2002). 《In the Devil's Garden: A Sinful History of Forbidden Food》. Ballantine Books. ISBN 0-345-44015-3.
- Calvin W. Schwabe (1979). 《Unmentionable Cuisine》. University of Virginia Press. ISBN 0-8139-1162-1.
- Frederick J. Simoons (1994). 《Eat Not This Flesh: Food Avoidances from Prehistory to the Present》. University of Wisconsin Press. ISBN 0-299-14250-7.
- 마빈 해리스 (1986). 《Good to Eat》. Allen & Unwin. ISBN 0-04-306002-1. 해리스는 문화 유물주의를 적용하여 금기 뒤에 숨겨진 경제적 또는 생태학적 설명을 찾는다.
- 에드문도 모랄레스, Edmundo (1995). 《The Guinea Pig: Healing, Food, and Ritual in the Andes》. University of Arizona Press. ISBN 0-8165-1558-1.
- Gidi Yahalom, "The Pig's Testimony", Antiguo Oriente 5 (2007): 195–204.